# Список медалістів літніх Олімпійських ігор 2020
Літні Олімпійські ігри 2020 — тридцять другі літні Олімпійські ігри, які пройшли з 23 липня по 8 серпня 2021 року у Токіо (Японія). У змаганнях брали участь понад 11 тис. спортсменів з 205 країн і команди біженців, які розіграли 339 комплектів медалей у 33 видах спорту.

## Академічне веслування
Чоловіки
| Дисципліна               | Золото | Срібло | Бронза |
| ------------------------ | --- | --- | --- |
| Одиночки                 | Стефанос Нтускос (GRE) | К'єтіль Борх (NOR) | Дамір Мартін (CRO) |
| Парні двійки, легка вага | Ірландія (IRL) Фінтан Маккарті Пол О'Донован                                                                                         | Німеччина (GER) Йонатан Роммельманн Джейсон Осборн | Італія (ITA) Стефано Оппо П'єтро Рута |
| Парні двійки             | Франція (FRA) Уго Бушерон Маттьє Андродіас                                                                                           | Нідерланди (NED) Мелвін Твеллар Стеф Брунінк | Китай (CHN) Лю Чжиюй Чжан Лян |
| Парні четвірки           | Нідерланди (NED) Дірк Уттенбогаард Абе Вірсма Тоні Вітен Кун Метсемакерс                                                             | Велика Британія (GBR) Гаррі Ліск Ангус Грум Том Баррас Джек Бомон                                                                                     | Австралія (AUS) Джек Клірі Кейлеб Антілл Кемерон Гірдлстон Люк Летчер                                                                                |
| Двійки                   | Хорватія (CRO) Мартін Сінкович Валент Сінкович                                                                                       | Румунія (ROU) Маріус Васіле Козмюк Чипріан Тудосе | Данія (DEN) Фредерік Виставел Йоахім Суттон |
| Четвірки                 | Австралія (AUS) Александер Парнелл Спенсер Таррін Джек Гарґрівз Александер Гілл                                                      | Румунія (ROU) Міхейце Васіле Цигенеску Мугурел Семчюк Штефан Константін Бераріу Космін Паскарі                                                        | Італія (ITA) Маттео Кастальдо Маттео Лодо Джузеппе Вічіно Марко Ді Костанцо                                                                          |
| Вісімки                  | Нова Зеландія (NZL) Том Макінтош Геміш Бонд Том Маррей Майкл Брейк Ден Вільямсон Шон Кіркем Метт Макдоналд Філліп Вілсон Сем Босворт | Німеччина (GER) Йоганнес Вайсенфельд Лаурітс Фоллерт Олаф Роґґензак Торбен Йоганнесен Якоб Шнайдер Мальте Якшик Ріхард Шмідт Ганнес Оцік Мартін Зауер | Велика Британія (GBR) Джош Буґайскі Джейкоб Довсон Томас Джордж Мохамед Сбігі Чарлз Елвз Олівер Вінне-Гріффіт Джеймс Рудкін Томас Форд Генрі Філдман |

Жінки
| Дисципліна               | Золото | Срібло | Бронза                                                                                                   |
| ------------------------ | --- | --- | --- |
| Парні одиночки           | Емма Твігг (NZL) | Ганна Пракатень (ROC) | Магдалена Лобніг (AUT)                                                                                   |
| Парні двійки             | Румунія (ROU) Ніколета-Анкуца Боднар Сімона Радіш                                                                                                 | Нова Зеландія (NZL) Брук Доног'ю Ганна Осборн                                                                                         | Нідерланди (NED) Рос де Йонґ Ліса Схенард                                                                |
| Парні двійки, легка вага | Валентіна Родіні Федеріка Кесаріні (ITA) | Лора Тарантола Клер Бове (FRA) | Маріке Кейсер Ілсе Пауліс (NED)                                                                          |
| Парні четвірки           | Китай (CHN) Юнься Чень Лін Чжан Ян Лю Сяотун Цуй                                                                                                  | Польща (POL) Агнєшка Кобус Марта Величко Марія Спрінгвальд Катажина Зіллманн                                                          | Австралія (AUS) Ріа Томпсон Ровена Мередіт Гаррієт Гадсон Кейтлін Кронін                                 |
| Двійки                   | Нова Зеландія (NZL) Грейс Прендергаст Керрі Говлер                                                                                                | Олімпійський комітет Росії (ROC) Василіса Степанова Олена Орябінська                                                                  | Канада (CAN) Келлей Філмер Гілларі Дженссенс                                                             |
| Четвірки                 | Австралія (AUS) Люсі Стефан Розмарі Попа Джессіка Моррісон Аннабель Макінтайр                                                                     | Нідерланди (NED) Еллен Гоґерверф Каролін Флорейн Їмк'є Клеверінґ Веронік Местер                                                       | Ірландія (IRL) Ефрік Кіог Еймер Ламб Фіона Мурта Емілі Геґарті                                           |
| Вісімки                  | Канада (CAN) Ліза Роман Кашя Ґручалла-Весєрскі Крістін Роупер Андреа Проске Сюзанн Ґрейнджер Медісон Мейлі Сідні Пейн Авалон Вейстніс Крістен Кіт | Нова Зеландія (NZL) Елла Ґрінслейд Емма Дайк Люсі Спурс Келсі Бівен Грейс Прендергаст Керрі Говлер Бет Росс Джекі Ґовлер Калеб Шеперд | Китай (CHN) Ван Цзифен Ван Юйвей Сюй Фей Мяо Тянь Чжан Мінь Цзюй Жуй Лі Цзінцзін Гуо Ліньлінь Чжан Дешан |

## Бадмінтон
| Дисципліна                            | Золото                                     | Срібло                             | Бронза                                     |
| ------------------------------------- | ------------------------------------------ | ---------------------------------- | ------------------------------------------ |
| Чоловічий одиночний розряд детальніше | Віктор Аксельсен (DEN)                     | Чень Лун (CHN)                     | Ентоні Сінісука Гінтінг (INA)              |
| Чоловічий парний розряд детальніше    | Китайський Тайбей (TPE) Лі Ян Ван Чі-лінь  | Китай (CHN) Лі Цзюньхуей Лю Юйчень | Малайзія (MAS) Аарон Чіа Со Уй Їк          |
| Жіночий одиночний розряд детальніше   | Чень Юфей (CHN)                            | Дай Цзиїн (TPE)                    | Пусарла Венката Сінду (IND)                |
| Жіночий парний розряд детальніше      | Індонезія (INA) Ґрейся Полії Апріяні Рахаю | Китай (CHN) Чень Цинчень Цзя Іфань | Південна Корея (KOR) Кім Со Йон Гун Хі Йон |
| Змішаний розряд детальніше            | Китай (CHN) Ван Їлюй Гуан Дунпін           | Китай (CHN) Чжен Сівей Гуан Якьон  | Японія (JPN) Юта Ватанабе Аріса Гігасіно   |

## Баскетбол
| Дисципліна   | Золото | Срібло | Бронза |
| ------------ | --- | --- | --- |
| Чоловіки     | США Келдон Джонсон Зак Лавін Даміан Ліллард Кевін Дюрант Кріс Міддлтон Джерамі Грант Джейсон Тейтум Джайвел Макгі Джру Голідей Бем Адебайо Дреймонд Грін Девін Букер | Франція Франк Нтілікіна Тімоте Луваву-Кабарро Тома Ертель Ніколя Батюм Гершон Ябуселе Еван Фурньє Нандо де Коло Венсан Пуарьє Ендрю Альбісі Руді Гобер Петр Корнелі Мустафа Фалль | Австралія Арон Бейнс Джош Грін Кріс Гулдінг Меттью Деллаведова Джо Інглс Ник Кей Джок Лэндейл Патти Миллс Дуоп Рит Натан Соби Матісс Тайбулл Данте Екзам              |
| Жінки        | США Джуел Лойд Скайлар Діггінс Сью Берд Аріель Аткінс Челсі Грей Ейжа Вілсон Бріанна Стюарт Нафіса Коллієр Даяна Тауразі Сільвія Фаулз Тіна Чарльз Бріттні Грайнер   | Японія Нагаока Моеко Такада Макі Мійосі Нахо Мачіда Руї Мотохасі Нако Тодо Нанака Хаясі Сакі Евелін Мавулі Міядзакі Саорі Міядзава Юкі Акахо Хімавари Моніка Окоє                 | Франція Марін Фоту Андене Мієм Алексія Шартеро Сандрін Груда Гелена Сіак Сара Мішель Валериан Езі Ільяна Рюпер Габбі Вільямс Марін Жоаннес Алікс Дюше Діандра Чачуанг |
| Чоловіки 3x3 | Латвія Науріс Мієзіс Карліс Ласманіс Едгарс Круміньш Агніс Чаварс | ОКР Станіслав Шаров Олександр Зуєв Ілля Карпенков Кирило Пісклов | Сербія Олександр Ратков Деян Майсторович Михайло Васич Душан Домович Булут                                                                                            |
| Жінки 3x3    | США Келсі Плам Джекі Янг Стефані Долсон Аліша Грей | ОКР Юлія Козік Анастасія Логунова Ольга Фролкіна Євгенія Фролкіна | Китай Ян Шуюй Чжан Чжітін Вань Цзіюань Ван Лілі |

## Бейсбол
| Дисципліна                  | Золото | Срібло | Бронза                   |
| --------------------------- | ------ | ------ | ------------------------ |
| Чоловічий турнір детальніше | Японія | США    | Домініканська Республіка |

## Бокс
Чоловіки
| Дисципліна                              | Золото                    | Срібло                      | Бронза                   |
| --------------------------------------- | ------------------------- | --------------------------- | ------------------------ |
| Найлегша вага (до 52 кг) докладніше     | Галал Яфай (GBR)          | Карло Паалам (PHI)          | Ріомей Танака (JPN)      |
| Найлегша вага (до 52 кг) докладніше     | Галал Яфай (GBR)          | Карло Паалам (PHI)          | Сакен Бібоссінов (KAZ)   |
| Напівлегка вага (до 57 кг) докладніше   | Альберт Батиргазієв (ROC) | Дюк Рейган (USA)            | Самуель Такий (GHA)      |
| Напівлегка вага (до 57 кг) докладніше   | Альберт Батиргазієв (ROC) | Дюк Рейган (USA)            | Лазаро Альварес (CUB)    |
| Легка вага (до 63 кг) докладніше        | Енді Круз Гомес (CUB)     | Кейшон Девіс (USA)          | Оганес Бачков (ARM)      |
| Легка вага (до 63 кг) докладніше        | Енді Круз Гомес (CUB)     | Кейшон Девіс (USA)          | Гаррісон Гарсайд (AUS)   |
| Напівсередня вага (до 69 кг) докладніше | Роніель Іглесіас (CUB)    | Пет Маккормак (GBR)         | Айдан Волш (IRL)         |
| Напівсередня вага (до 69 кг) докладніше | Роніель Іглесіас (CUB)    | Пет Маккормак (GBR)         | Андрій Замковий (ROC)    |
| Середня вага (до 75 кг) докладніше      | Еберт Консейсау (BRA)     | Олександр Хижняк (UKR)      | Гліб Бакши (ROC)         |
| Середня вага (до 75 кг) докладніше      | Еберт Консейсау (BRA)     | Олександр Хижняк (UKR)      | Еумір Марсіаль (PHI)     |
| Напівважка вага (до 81 кг) докладніше   | Арлен Лопес (CUB)         | Бенджамін Віттакер (GBR)    | Імам Хатаєв (ROC)        |
| Напівважка вага (до 81 кг) докладніше   | Арлен Лопес (CUB)         | Бенджамін Віттакер (GBR)    | Лорен Альфонсо (AZE)     |
| Важка вага (до 91 кг) докладніше        | Хуліо Сезар Ла Круз (CUB) | Муслім Гаджімагомедов (ROC) | Абнер Тейшейра (BRA)     |
| Важка вага (до 91 кг) докладніше        | Хуліо Сезар Ла Круз (CUB) | Муслім Гаджімагомедов (ROC) | Девід Н'їка (NZL)        |
| Надважка вага (понад 91 кг) докладніше  | Баходір Жалолов (UZB)     | Річард Торрез (USA)         | Фрейзер Кларк (GBR)      |
| Надважка вага (понад 91 кг) докладніше  | Баходір Жалолов (UZB)     | Річард Торрез (USA)         | Камшибек Кункабаєв (KAZ) |

Жінки
| Дисципліна                              | Золото                  | Срібло                  | Бронза                      |
| --------------------------------------- | ----------------------- | ----------------------- | --------------------------- |
| Найлегша вага (до 51 кг) докладніше     | Стойка Крастева (BUL)   | Бусеназ Чакироглу (TUR) | Хуан Сяовень (TPE)          |
| Найлегша вага (до 51 кг) докладніше     | Стойка Крастева (BUL)   | Бусеназ Чакироглу (TUR) | Тсукімі Намікі (JPN)        |
| Напівлегка вага (до 57 кг) докладніше   | Сена Іріє (JPN)         | Несті Петесіо (PHI)     | Каррісс Артінгстол (GBR)    |
| Напівлегка вага (до 57 кг) докладніше   | Сена Іріє (JPN)         | Несті Петесіо (PHI)     | Ірма Теста (ITA)            |
| Легка вага (до 60 кг) докладніше        | Келлі Гаррінгтон (IRL)  | Беатріс Феррейра (BRA)  | Сісонді Судапорн (THA)      |
| Легка вага (до 60 кг) докладніше        | Келлі Гаррінгтон (IRL)  | Беатріс Феррейра (BRA)  | Міра Потконен (FIN)         |
| Напівсередня вага (до 69 кг) докладніше | Бусеназ Сюрменелі (TUR) | Гу Хон (CHN)            | Ловліна Боргохайн (IND)     |
| Напівсередня вага (до 69 кг) докладніше | Бусеназ Сюрменелі (TUR) | Гу Хон (CHN)            | Оше Джонс (USA)             |
| Середня вага (до 75 кг) докладніше      | Лорен Прайс (GBR)       | Лі Цянь (CHN)           | Нушка Фонтейн (NED)         |
| Середня вага (до 75 кг) докладніше      | Лорен Прайс (GBR)       | Лі Цянь (CHN)           | Зенфіра Магомедалієва (ROC) |

## Боротьба

### Греко-римська боротьба
| Дисципліна           | Золото                     | Срібло                 | Бронза                     |
| -------------------- | -------------------------- | ---------------------- | -------------------------- |
| до 60 кг докладніше  | Луїс Орта (CUB)            | Кен'їтіро Фуміта (JPN) | Сергій Ємелін (ROC)        |
| до 60 кг докладніше  | Луїс Орта (CUB)            | Кен'їтіро Фуміта (JPN) | Валіхан Саїліке (CHN)      |
| до 67 кг докладніше  | Мохаммед Реза Гераеї (IRI) | Парвіз Насібов (UKR)   | Френк Стаблер (GER)        |
| до 67 кг докладніше  | Мохаммед Реза Гераеї (IRI) | Парвіз Насібов (UKR)   | Мохамед Ельсайєд (EGY)     |
| до 77 кг докладніше  | Тамаш Лерінц (HUN)         | Акжол Махмудов (KGZ)   | Шохей Ябіку (JPN)          |
| до 77 кг докладніше  | Тамаш Лерінц (HUN)         | Акжол Махмудов (KGZ)   | Рафік Гусейнов (AZE)       |
| до 87 кг докладніше  | Жан Беленюк (UKR)          | Віктор Лерінц (HUN)    | Деніс Кудла (GER)          |
| до 87 кг докладніше  | Жан Беленюк (UKR)          | Віктор Лерінц (HUN)    | Зураб Датунашвілі (SRB)    |
| до 97 кг докладніше  | Муса Євлоєв (ROC)          | Артур Алексанян (ARM)  | Тадеуш Михалик (POL)       |
| до 97 кг докладніше  | Муса Євлоєв (ROC)          | Артур Алексанян (ARM)  | Мохаммед Хаді Сараві (IRI) |
| до 130 кг докладніше | Міхайн Лопес (CUB)         | Якоб Каджая (GEO)      | Сергій Семенов (ROC)       |
| до 130 кг докладніше | Міхайн Лопес (CUB)         | Якоб Каджая (GEO)      | Риза Каяалп (TUR)          |

### Вільна боротьба
Чоловіки
| Дисципліна           | Золото                    | Срібло                           | Бронза                    |
| -------------------- | ------------------------- | -------------------------------- | ------------------------- |
| до 57 кг докладніше  | Заур Угуєв (ROC)          | Раві Кумар Дахія (IND)           | Нуріслам Санаєв (KAZ)     |
| до 57 кг докладніше  | Заур Угуєв (ROC)          | Раві Кумар Дахія (IND)           | Томас Гілман (USA)        |
| до 65 кг докладніше  | Отогуро Такуто (JPN)      | Гаджі Алієв (AZE)                | Гаджимурад Рашидов (ROC)  |
| до 65 кг докладніше  | Отогуро Такуто (JPN)      | Гаджі Алієв (AZE)                | Баджранг Пунія (IND)      |
| до 74 кг докладніше  | Заурбек Сідаков (ROC)     | Магомедхабіб Кадимагомедов (BLR) | Кайл Дейк (USA)           |
| до 74 кг докладніше  | Заурбек Сідаков (ROC)     | Магомедхабіб Кадимагомедов (BLR) | Бекзод Абдурахмонов (UZB) |
| до 86 кг докладніше  | Девід Тейлор (USA)        | Хассан Яздані (IRI)              | Артур Найфонов (ROC)      |
| до 86 кг докладніше  | Девід Тейлор (USA)        | Хассан Яздані (IRI)              | Майлс Амін (SMR)          |
| до 97 кг докладніше  | Абдулрашид Садулаєв (ROC) | Кайл Снайдер (USA)               | Рейнеріс Салас (CUB)      |
| до 97 кг докладніше  | Абдулрашид Садулаєв (ROC) | Кайл Снайдер (USA)               | Абрахам Коньєдо (ITA)     |
| до 125 кг докладніше | Гейбл Стівесон (USA)      | Гено Петріашвілі (GEO)           | Амір Хоссейн Заре (IRI)   |
| до 125 кг докладніше | Гейбл Стівесон (USA)      | Гено Петріашвілі (GEO)           | Таха Акгюль (TUR)         |

Жінки
| Дисципліна          | Золото              | Срібло                   | Бронза                     |
| ------------------- | ------------------- | ------------------------ | -------------------------- |
| до 50 кг докладніше | Юї Сусакі (JPN)     | Сунь Янань (CHN)         | Марія Стадник (AZE)        |
| до 50 кг докладніше | Юї Сусакі (JPN)     | Сунь Янань (CHN)         | Сара Гільдебрандт (USA)    |
| до 53 кг докладніше | Маю Мукайда (JPN)   | Пан Цяньюй (CHN)         | Ванесса Колодинська (BLR)  |
| до 53 кг докладніше | Маю Мукайда (JPN)   | Пан Цяньюй (CHN)         | Бат-Очирин Болортуяа (MGL) |
| до 57 кг докладніше | Рісако Кавай (JPN)м | Ірина Курочкіна (BLR)    | Гелен Мароуліс (USA)       |
| до 57 кг докладніше | Рісако Кавай (JPN)м | Ірина Курочкіна (BLR)    | Евеліна Ніколова (BUL)     |
| до 62 кг докладніше | Юкако Кавай (JPN)   | Айсулуу Тинибекова (KGZ) | Ірина Коляденко (UKR)      |
| до 62 кг докладніше | Юкако Кавай (JPN)   | Айсулуу Тинибекова (KGZ) | Тайбе Юсейн (BUL)          |
| до 68 кг докладніше | Таміра Менса (USA)  | Блессінг Оборудуду (NGR) | Алла Черкасова (UKR)       |
| до 68 кг докладніше | Таміра Менса (USA)  | Блессінг Оборудуду (NGR) | Меерім Жуманазарова (KGZ)  |
| до 76 кг докладніше | Аліне Фоккен (GER)  | Аделіна Грей (USA)       | Чжоу Цянь (CHN)            |
| до 76 кг докладніше | Аліне Фоккен (GER)  | Аделіна Грей (USA)       | Ясемін Адар (TUR)          |

## Важка атлетика
Чоловіки
| Дисципліна              | Золото                      | Срібло                                           | Бронза                                 |
| ----------------------- | --------------------------- | ------------------------------------------------ | -------------------------------------- |
| До 61 кг докладніше     | Лі Фабінь · Китай (CHN)     | Еко Іраван · Індонезія (INA)                     | Ігор Сон · Казахстан (KAZ)             |
| До 67 кг докладніше     | Чень Ліцзюнь · Китай (CHN)  | Луїс Хав'єр Москера · Колумбія (COL)             | Мірко Дзанні · Італія (ITA)            |
| До 73 кг докладніше     | Ши Чжиюн · Китай (CHN)      | Хуліо Майора · Венесуела (VEN)                   | Рахмат Ервін Абдулла · Індонезія (INA) |
| До 81 кг докладніше     | Люй Сяоцзюнь · Китай (CHN)  | Сакаріас Боннат · Домініканська Республіка (DOM) | Антоніо Піццолато · Італія (ITA)       |
| До 96 кг докладніше     | Фаріс Ібрахім · Катар (QAT) | Кейдомар Вальєнілья · Венесуела (VEN)            | Антон Плесной · Грузія (GEO)           |
| До 109 кг докладніше    | Акбар Джураєв (UZB)         | Симон Мартиросян (ARM)                           | Артурс Плезнієкс (LAT)                 |
| Понад 109 кг докладніше | Лаша Талахадзе (GEO)        | Алі Давуді (IRI)                                 | Ман Асаад (SYR)                        |

Жінки
| Дисципліна             | Золото                               | Срібло                                 | Бронза                                            |
| ---------------------- | ------------------------------------ | -------------------------------------- | ------------------------------------------------- |
| До 49 кг докладніше    | Хоу Чжихуей · Китай (CHN)            | Сайхом Мірабі Чану · Індія (IND)       | Вінді Чантіка Айса · Індонезія (INA)              |
| До 55 кг докладніше    | Хіділін Діас · Філіппіни (PHI)       | Ляо Цююнь · Китай (CHN)                | Зульфія Чиншанло · Казахстан (KAZ)                |
| До 59 кг докладніше    | Ко Сінчунь · Китайський Тайбей (TPE) | Поліна Гур'єва · Туркменістан (TKM)    | Андо Мікіко · Японія (JPN)                        |
| До 64 кг докладніше    | Мод Шаррон · Канада (CAN)            | Джорджія Бордіньйон · Італія (ITA)     | Чен Вен Хуей · Китайський Тайбей (TPE)            |
| До 76 кг докладніше    | Нейсі Дайомес · Еквадор (ECU)        | Кетрін Най · США (USA)                 | Аремі Фуентес · Мексика (MEX)                     |
| До 87 кг докладніше    | Ван Чжоуюй · Китай (CHN)             | Тамара Саласар · Еквадор (ECU)         | Крісмері Сантана · Домініканська Республіка (DOM) |
| Понад 87 кг докладніше | Лі Веньвень · Китай (CHN)            | Емілі Кемпбелл · Велика Британія (GBR) | Сара Роблес · США (USA)                           |

## Велоспорт

### Шосейні гонки
| Дисципліна                         | Золото                                 | Срібло                                 | Бронза                                  |
| ---------------------------------- | -------------------------------------- | -------------------------------------- | --------------------------------------- |
| групова шосейна гонка (чоловіки)   | Річард Карапас · Еквадор (ECU)         | Ваут ван Ерт · Бельгія (BEL)           | Тадей Погачар · Словенія (SLO)          |
| роздільна шосейна гонка (чоловіки) | Прімож Рогліч · Словенія (SLO)         | Том Дюмулен · Нідерланди (NED)         | Роан Денніс · Австралія (AUS)           |
| групова шосейна гонка (жінки)      | Анна Кізенгофер · Австрія (AUT)        | Аннемік ван Влейтен · Нідерланди (NED) | Еліза Лонго Боргіні · Італія (ITA)      |
| роздільна шосейна гонка (жінки)    | Аннемік ван Влейтен · Нідерланди (NED) | Марлен Ройссер · Швейцарія (SUI)       | Анна ван дер Брегген · Нідерланди (NED) |

### Трекові дисципліни
Чоловіки
| Дисципліна                    | Золото                                                                         | Срібло                                                                        | Бронза                                                                              |
| ----------------------------- | ------------------------------------------------------------------------------ | ----------------------------------------------------------------------------- | ----------------------------------------------------------------------------------- |
| Кейрін                        | Джейсон Кенні · Велика Британія (GBR)                                          | Азізулхасні Аванг · Малайзія (MAS)                                            | Гаррі Лаврейсен · Нідерланди (NED)                                                  |
| Медісон                       | Данія (DEN) Лассе Норман Гансен Міхаель Меркев                                 | Велика Британія (GBR) Етан Гейтер Метью Воллс                                 | Франція (FRA) Донаван Гронден Бенжамін Тома                                         |
| Омніум                        | Метью Воллс · Велика Британія (GBR)                                            | Кемпбелл Стюарт · Нова Зеландія (NZL)                                         | Елія Вівіані · Італія (ITA)                                                         |
| Командна гонка переслідування | Італія (ITA) Сімоне Консонні Філіппо Ганна Франческо Ламон Джонатан Мілан      | Данія (DEN) Ніклас Ларсен Лассе Норман Гансен Расмус Педерсен Фредерік Мадсен | Австралія (AUS) Лей Говард Келланд О'Браєн Люк Плапп Сем Велсфорд Александер Портер |
| Спринт                        | Гаррі Лаврейсен (NED)                                                          | Джефрі Хогланд (NED)                                                          | Джек Карлін (GBR)                                                                   |
| Командний спринт              | Нідерланди (NED) Рой ван ден Берг Гаррі Лаврейсен Джефрі Хогланд Маттейс Бюхлі | Велика Британія (GBR) Джек Карлін Джейсон Кенні Раян Овенс                    | Франція (FRA) Флоріан Гренгбо Раян Еляль Себастьєн Віж'є                            |

Жінки
| Дисципліна                    | Золото                                                                   | Срібло                                                                             | Бронза                                                                       |
| ----------------------------- | ------------------------------------------------------------------------ | ---------------------------------------------------------------------------------- | ---------------------------------------------------------------------------- |
| Кейрін                        | Шенн Браспенінкс · Нідерланди (NED)                                      | Еллесс Ендрюс · Нова Зеландія (NZL)                                                | Лоріан Дженест · Канада (CAN)                                                |
| Медісон                       | Велика Британія (GBR) Кеті Арчибальд Лора Кенні                          | Данія (DEN) Амалія Дідеріксен Джулі Лет                                            | Олімпійський комітет Росії (ROC) Гульназ Хатунцева Марія Новолодська         |
| Омніум                        | Дженіфер Валенте · США (USA)                                             | Кадзіхара Юмі · Японія (JPN)                                                       | Кірстен Вілд · Нідерланди (NED)                                              |
| Командна гонка переслідування | Німеччина (GER) Франциска Брауссе Ліза Бреннауер Ліза Кляйн Міке Крьогер | Велика Британія (GBR) Кеті Арчибальд Лора Кенні Ніа Еванс Джосі Найт Елінор Баркер | США (USA) Хлоя Дагерт Меган Джастраб Дженіфер Валенте Емма Вайт Лілі Вільямс |
| Спринт                        | Келсі Мітчелл · Канада (CAN)                                             | Олена Старікова · Україна (UKR)                                                    | Лі Хвейші · Гонконг (HKG)                                                    |
| Командний спринт              | Китай (CHN) Бао Шаньцзюй Чжун Тяньши                                     | Німеччина (GER) Леа Фрідріх Емма Гінце                                             | Олімпійський комітет Росії (ROC) Дар'я Шмельова Анастасія Войнова            |

### Маунтінбайк
| Дисципліна | Золото                             | Срібло                            | Бронза                            |
| ---------- | ---------------------------------- | --------------------------------- | --------------------------------- |
| Чоловіки   | Том Підкок · Велика Британія (GBR) | Матіас Флюкіґер · Швейцарія (SUI) | Давід Валеро · Іспанія (ESP)      |
| Жінки      | Йоланда Нефф · Швейцарія (SUI)     | Зіна Фрай · Швейцарія (SUI)       | Лінда Індерґанд · Швейцарія (SUI) |

### BMX
| Дисципліна         | Золото                   | Срібло              | Бронза                |
| ------------------ | ------------------------ | ------------------- | --------------------- |
| Чоловіки, гонки    | Нік Кімманн (NED)        | Кай Вайт (GBR)      | Карлос Рамірес (COL)  |
| Чоловіки, фрістайл | Лоґан Мартін (AUS)       | Денієл Дерс (VEN)   | Деклан Брукс (GBR)    |
| Жінки, гонки       | Бет Шрівер (GBR)         | Маріана Пахон (COL) | Мерел Смулдерс (NED)  |
| Жінки, фрістайл    | Шарлотт Вортінґтон (GBR) | Ганна Робертс (USA) | Нікіта Дукарроз (SUI) |

## Веслування на байдарках і каное

### Слалом
| Дисципліна                  | Золото                           | Срібло                                   | Бронза                             |
| --------------------------- | -------------------------------- | ---------------------------------------- | ---------------------------------- |
| Каное-одиночки, чоловіки    | Беньямін Савшек · Словенія (SLO) | Лукаш Роган · Чехія (CZE)                | Сідеріс Тасіадіс · Німеччина (GER) |
| Каное-одиночки, жінки       | Джессіка Фокс · Австралія (AUS)  | Меллорі Франклін · Велика Британія (GBR) | Андреа Герцоґ · Німеччина (GER)    |
| Байдарки-одиночки, чоловіки | Їржі Прскавець · Чехія (CZE)     | Якуб Грігар · Словаччина (SVK)           | Ганнес Айгнер · Німеччина (GER)    |
| Байдарки-одиночки, жінки    | Рікарда Функ · Німеччина (GER)   | Маялен Шурро · Іспанія (ESP)             | Джессіка Фокс · Австралія (AUS)    |

### Спринтерські гонки
Чоловіки
| Дисципліна                | Золото                                                            | Срібло                                                                   | Бронза                                                           |
| ------------------------- | ----------------------------------------------------------------- | ------------------------------------------------------------------------ | ---------------------------------------------------------------- |
| Каное-одиночки, 1000 м    | Ісакіас Кейрос (BRA)                                              | Лю Хао (CHN)                                                             | Сергій Тарновський (MDA)                                         |
| Каное-двійки, 1000 м      | Куба (CUB) Сергей Торрес Фернандо Хорхе                           | Китай (CHN) Лю Хао Чжен Пенфей                                           | Німеччина (GER) Себастьян Брендель Тім Гекер                     |
| Байдарки-одиночки, 200 м  | Шандор Тотка · Угорщина (HUN)                                     | Манфреді Ріцца · Італія (ITA)                                            | Лаям Гіт · Велика Британія (GBR)                                 |
| Байдарки-одиночки, 1000 м | Балінт Копас · Угорщина (HUN)                                     | Адам Варга · Угорщина (HUN)                                              | Фернандо Пімента · Португалія (POR)                              |
| Байдарки-двійки, 1000 м   | Австралія (AUS) Жан ван дер Вестгейзен Томас Ґрін                 | Німеччина (GER) Макс Гофф Якоб Шопф                                      | Чехія (CZE) Йозеф Достал Радек Шлоуф                             |
| Байдарки-четвірки, 500 м  | Німеччина (GER) Макс Рендшмідт Рональд Рауе Том Лібшер Макс Лемке | Іспанія (ESP) Саул Кравіотто Маркус Вальц Карлос Аревало Родріго Гермаде | Словаччина (SVK) Самуель Балаж Деніс Мишак Ерік Влчек Адам Ботек |

Жінки
| Дисципліна               | Золото                                                           | Срібло                                                                       | Бронза                                                                      |
| ------------------------ | ---------------------------------------------------------------- | ---------------------------------------------------------------------------- | --------------------------------------------------------------------------- |
| Каное-одиночки, 200 м    | Невін Гаррісон · США (USA)                                       | Лоранс Венсан-Ляпуант · Канада (CAN)                                         | Людмила Лузан · Україна (UKR)                                               |
| Каное-двійки, 500 м      | Китай (CHN) Сюй Шисяо Сунь Мен'я                                 | Україна (UKR) Людмила Лузан Анастасія Четверікова                            | Канада (CAN) Лоранс Венсан-Ляпуант Кеті Венсан                              |
| Байдарки-одиночки, 200 м | Ліза Керрінгтон · Нова Зеландія (NZL)                            | Тереса Портела · Іспанія (ESP)                                               | Емма Єргенсен · Данія (DEN)                                                 |
| Байдарки-одиночки, 500 м | Ліза Керрінгтон · Нова Зеландія (NZL)                            | Тамара Чіпеш · Угорщина (HUN)                                                | Емма Єргенсен · Данія (DEN)                                                 |
| Байдарки-двійки, 500 м   | Нова Зеландія (NZL) Ліза Керрінгтон Кейтлін Рейгал               | Польща (POL) Кароліна Ная Анна Пулавська                                     | Угорщина (HUN) Данута Козак Дора Бодоньї                                    |
| Байдарки-четвірки, 500 м | Угорщина (HUN) Данута Козак Тамара Чіпеш Анна Карас Дора Бодоньї | Білорусь (BLR) Маргарита Махньова Надія Попок Ольга Худенко Марина Литвинчук | Польща (POL) Кароліна Ная Анна Пулавська Юстина Іскшицька Гелена Висневська |

## Вітрильний спорт
Чоловіки
| Дисципліна          | Золото                                   | Срібло                                         | Бронза                                       |
| ------------------- | ---------------------------------------- | ---------------------------------------------- | -------------------------------------------- |
| Віндсерфінг (RS: X) | Кіран Бадлу (NED)                        | Тома Гояр (FRA)                                | Бі Кунь (CHN)                                |
| Клас Лазер          | Метью Верн (AUS)                         | Тончі Стіпанович (CRO)                         | Германн Томасгор (NOR)                       |
| Клас Фін            | Джайлс Скотт (GBR)                       | Жомбор Береш (HUN)                             | Хоан Кардона Мендес (ESP)                    |
| Клас 470            | Австралія (AUS) Метью Белчер Вільям Раян | Швеція (SWE) Антон Дальберг Фредерік Бергстрем | Іспанія (ESP) Жорді Ксаммар Ніколас Родрігес |
| Клас 49er           | Ділан Флетчер Стюарт Бітелл (GBR)        | Пітер Берлінг Блер Тьюк (NZL)                  | Ерік Хайль Томас Плессель (GER)              |

Жінки
| Дисципліна          | Золото                                            | Срібло                                      | Бронза                                         |
| ------------------- | ------------------------------------------------- | ------------------------------------------- | ---------------------------------------------- |
| Віндсерфінг (RS: X) | Луй Юньсю (CHN)                                   | Шарлін Пікон (FRA)                          | Емма Вілсон (GBR)                              |
| Клас Лазер Радіал   | Анн-Марі Ріндом · Данія                           | Джозефін Ольсон · Швеція                    | Маріт Боувместер · Нідерланди                  |
| Клас 470            | Велика Британія (GBR) Ганна Міллс Ейлід Макінтайр | Польща (POL) Агнєшка Скжипулєц Йоланта Огар | Франція (FRA) Каміль Леконтр Алоїз Реторназ    |
| Клас 49er FX        | Бразилія (BRA) Мартіна Граель Кахена Кунце        | Німеччина (GER) Тіна Луц Зузан Бойке        | Нідерланди (NED) Аннемік Беккерінг Аннетт Дойц |

Вікрита категорія
| Дисципліна    | Золото                                   | Срібло                                        | Бронза                                         |
| ------------- | ---------------------------------------- | --------------------------------------------- | ---------------------------------------------- |
| Клас Накра 17 | Італія (ITA) Руджеро Тіта Катеріна Банті | Велика Британія (GBR) Джон Гімсон Анна Барнет | Німеччина (GER) Пауль Кольхофф Аліка Штулеммер |

## Водне поло
| Дисципліна | Золото | Срібло | Бронза |
| ---------- | --- | --- | --- |
| Чоловіки   | Сербія (SRB) | Греція (GRE) | Угорщина (HUN) |
| Жінки      | США (USA) Рейчел Феттел Арія Фішер Макензі Фішер Кейлі Гілхірст Стефанія Харалабідіс Пейдж Гаушильд Ешлі Джонсон Аманда Лонган Мейделін Масселман Джеймі Ньюшул Мелісса Зайдеман Меггі Стеффенс Еліс Вільямс | Іспанія (ESP) Марта Бах Анні Еспар Клара Еспар Лаура Естер Юдит Форса Майка Гарсія Ірен Гонсалес Паула Лейтон Беатріс Ортіс Пілар Пенья Олена Руїс Олена Санчес Росер Тарраго | Угорщина (HUN) Едіна Гангл Крістіна Гарда Грета Гурішатті Аніко Дьондьоші Анна Іллеш Рита Кестеї Дора Лейметер Альда Мадьярі Ребекка Паркес Наташа Рибанська Доротья Сіладьї Габріелла Сюч Ванда Валій |

## Волейбол
| Дисципліна                  | Золото | Срібло | Бронза |
| --------------------------- | --- | --- | --- |
| Чоловіки                    | Франція (FRA) Бартелемі Шиненьєзе Женя Гребенников Жан Патрі Бенжамен Тоньютті Кевін Тії Ервін Нгапет Антуан Брізар Стефан Буає Ніколя ле Гофф Деріл Бюльтор Тревор Клевено Ясін Луаті             | Олімпійський комітет Росії (ROC) Денис Богдан Дмитро Волков Артем Вольвич Валентин Голубєв Єгор Клюка Ігор Кобзар Ільяс Куркаєв Максим Михайлов Павло Панков Ярослав Подлєсних Віктор Полєтаєв Іван Яковлєв   | Аргентина (ARG) Факундо Конте Сантьяго Данані Лучано Де Чекко Агустин Лосер Бруно Ліма Ніколас Мендес Есек'єль Паласіос Федеріко Перейра Крістіан Поглахен Мартін Рамос Матіас Санчес Себастьян Соле |
| Жінки                       | США (USA) Фолук Гандерсон Мішель Барч-Гаклі Андреа Дрюз Майка Гэнкок Кімберлі Гілл Джордан Ларсон Чіака Огбогу Джордін Поултер Келсі Робінсон Джордан Томпсон Гейлі Вашингтон Джастін Вонг-Орантес | Бразилія (BRA) Каміла Брайт Макріс Карнейру Ана Беатріс Корреа Ана Кароліна да Сілва Ана Крістіна де Соуза Фернанда Гарай Карол Гаттас Габріела Гімарайнс Розамарія Монтібеллер Наталія Перейра Роберта Рацке | Сербія (SRB) Б'янка Буша Міна Попович Сладжана Міркович Бранкиця Михайлович Майя Огнєнович Ана Белиця Майя Алексич Мілена Рашич Сильвія Попович Тіяна Бошкович Бояна Міленкович Єлена Благоєвич      |
| Пляжний волейбол (чоловіки) | Норвегія (NOR) Андерс Муль Крістіан Серум | Олімпійський комітет Росії (ROC) В'ячеслав Красильников Олег Стояновський | Катар (QAT) Шериф Юнус Ахмед Тіджан |
| Пляжний волейбол (жінки)    | США (USA) Ейпріл Росс Алікс Клайнман | Австралія (AUS) Маріафе Артачо Таліква Кленсі | Швейцарія (SUI) Анук Верже-Депре Йоана Гайдріх |

## Гандбол
| Дисципліна | Золото | Срібло | Бронза |
| ---------- | --- | --- | --- |
| Чоловіки   | Франція (FRA) | Данія (DEN) | Іспанія (ESP) |
| Жінки      | Франція (FRA) Мелін Ноканді Бландін Дансет Полін Коатанеа Клое Валентіні Алісон Піно Коралі Ляссурс Грас Зааді Амандін Лейно Калідіату Ніакате Клеопатра Дарлє Осеан Серсьєн-Уголін Лора Фліппе Беатріс Едвіж Паулетта Фоппа Эстель Нзе Мінко Олександра Лакрабер | Олімпійський комітет Росії (ROC) Владлена Бобровникова Поліна Ведьохіна Анна В'яхірева Поліна Горшкова Дар'я Дмитрієва Катерина Ільїна Вікторія Калініна Поліна Кузнєцова Ксенія Макеєва Юлія Манагарова Олена Михайличенко Анна Седойкіна Анна Сень Антоніна Скоробогатченко Ольга Фоміна | Норвегія (NOR) Генні Рейстад Вероніка Крістіансен Маріт Мальм Фрафьорд Стіне Скогранд Нора Мерк Стіне Офтедал Сільє Сольберг Карі Браттсет Дале Катрін Лунде Маріт Якобсен Камілла Херрем Санна Сольберг-Ісаксен Крістіне Брейстель Марта Томак Вільде Йогансен |

## Гімнастика

### Спортивна гімнастика
| Дисципліна         | Золото | Срібло                                                                 | Бронза                                                                                |
| ------------------ | --- | ---------------------------------------------------------------------- | ------------------------------------------------------------------------------------- |
| Чоловіки           | |                                                                        |                                                                                       |
| Командна першість  | Олімпійський комітет Росії (ROC) Денис Аблязін Давид Белявський Артур Далалоян Микита Нагорний            | Японія (JPN) Дайкі Гашимото Казума Кая Такеру Кітазоно Ватару Танігава | Китай (CHN) Лін Чаопан Сун Вей Сяо Жотен Цзоу Цзиньюань                               |
| Абсолютна першість | Дайкі Гашимото (JPN)                                                                                      | Сяо Жотен (CHN)                                                        | Микита Нагорний (ROC)                                                                 |
| Вільні вправи      | Артем Долгопят (ISR)                                                                                      | Райдейлей Сапата (ESP)                                                 | Сяо Жотен (CHN)                                                                       |
| Кінь               | Макс Вітлок (GBR)                                                                                         | Лі Чхіхкай (TPE)                                                       | Казума Кая (JPN)                                                                      |
| Кільця             | Лю Ян (CHN)                                                                                               | Ю Хао (CHN)                                                            | Елефтеріос Петруніас (GRE)                                                            |
| Опорний стрибок    | Сін Че-Хван (KOR)                                                                                         | Денис Аблязін (ROC)                                                    | Артур Давтян (ARM)                                                                    |
| Паралельні бруси   | Цзоу Цзиньюань (CHN)                                                                                      | Лукас Даузер (GER)                                                     | Ферхат Арікан (TUR)                                                                   |
| Перекладина        | Дайкі Гашимото (JPN)                                                                                      | Тін Србич (CRO)                                                        | Микита Нагорний (ROC)                                                                 |
| Жінки              | |                                                                        |                                                                                       |
| Командна першість  | Олімпійський комітет Росії (ROC) Лілія Ахаїмова Вікторія Лістунова Ангеліна Мельникова Владислава Уразова | США (USA) Сімона Байлс Джордан Чайлз Суніса Лі Грейс Мак-Калум         | Велика Британія (GBR) Дженніфер Гадірова Джессіка Гадірова Еліс Кінселла Емілі Морган |
| Абсолютна першість | Суніса Лі (USA)                                                                                           | Ребека Андраде (BRA)                                                   | Ангеліна Мельникова (ROC)                                                             |
| Опорний стрибок    | Ребека Андраде (BRA)                                                                                      | Мікейла Скіннер (USA)                                                  | Йо Со Чон (KOR)                                                                       |
| Різновисокі бруси  | Ніна Дервал (BEL)                                                                                         | Анастасія Ільянкова (ROC)                                              | Суніса Лі (USA)                                                                       |
| Колода             | Ґуань Ченьчень (CHN)                                                                                      | Танг Ксіджин (CHN)                                                     | Сімона Байлс (USA)                                                                    |
| Вільні вправи      | Джейд Кері (USA)                                                                                          | Ванесса Феррарі (ITA)                                                  | Маї Муракамі (JPN)                                                                    |

### Художня гімнастика
| Дисципліна          | Золото                                                                               | Срібло                                                                                        | Бронза                                                                                      |
| ------------------- | ------------------------------------------------------------------------------------ | --------------------------------------------------------------------------------------------- | ------------------------------------------------------------------------------------------- |
| Групові детальніше  | Сімона Д'янкова Стефані Кір'якова Мадлен Радуканова Лаура Траєц Еріка Зафірова (BUL) | Анастасія Близнюк Анастасія Максимова Ангеліна Шкатова Анастасія Татарєва Аліса Тіщенко (ROC) | Мартіна Центофанті Агнес Дуранті Алессія Мауреллі Даніела Могуріан Мартіна Сантандреа (ITA) |
| Особисті детальніше | Ліной Ашрам (ISR)                                                                    | Діна Аверіна (ROC)                                                                            | Аліна Гарнасько (BLR)                                                                       |

### Стрибки на батуті
| Дисципліна          | Золото                | Срібло          | Бронза             |
| ------------------- | --------------------- | --------------- | ------------------ |
| Чоловіки детальніше | Іван Литвинович (BLR) | Дон Дон (CHN)   | Ділан Шмідт (NZL)  |
| Жінки детальніше    | Чжу Сюеїн (CHN)       | Лю Лінлін (CHN) | Бріоні Пейдж (GBR) |

## Гольф
| Дисципліна | Золото               | Срібло               | Бронза           |
| ---------- | -------------------- | -------------------- | ---------------- |
| Чоловіки   | Зандер Шоффеле (USA) | Рорі Саббатіні (SVK) | Пан Ченцун (TPE) |
| Жінки      | Неллі Корда (USA)    | Моне Інамі (JPN)     | Лідія Ко (NZL)   |

## Дзюдо
Чоловіки
| Дисципліна   | Золото                         | Срібло                             | Бронза                                             |
| ------------ | ------------------------------ | ---------------------------------- | -------------------------------------------------- |
| До 60 кг     | Наохіса Такато · Японія (JPN)  | Ян Юнвей · Китайський Тайбей (TPE) | Єлдос Сметов · Казахстан (KAZ)                     |
| До 60 кг     | Наохіса Такато · Японія (JPN)  | Ян Юнвей · Китайський Тайбей (TPE) | Лука Мкхейдзе · Франція (FRA)                      |
| До 66 кг     | Абе Хіфумі · Японія (JPN)      | Важа Маргвелашвілі · Грузія (GEO)  | Ан Ба Ул · Південна Корея (KOR)                    |
| До 66 кг     | Абе Хіфумі · Японія (JPN)      | Важа Маргвелашвілі · Грузія (GEO)  | Даніель Каргнін · Бразилія (BRA)                   |
| До 73 кг     | Оно Сьохей · Японія (JPN)      | Лаша Шавдатуашвілі · Грузія (GEO)  | Ан Чхаллім · Південна Корея (KOR)                  |
| До 73 кг     | Оно Сьохей · Японія (JPN)      | Лаша Шавдатуашвілі · Грузія (GEO)  | Цендочір Цогтбаатар · Монголія (MGL)               |
| До 81 кг     | Нагасе Таканорі · Японія (JPN) | Саїд Моллаеї · Монголія (MGL)      | Шаміль Борхашвілі · Австрія (AUT)                  |
| До 81 кг     | Нагасе Таканорі · Японія (JPN) | Саїд Моллаеї · Монголія (MGL)      | Маттіас Кассе · Бельгія (BEL)                      |
| До 90 кг     | Лаша Бекаурі · Грузія (GEO)    | Едуард Тріппель · Німеччина (GER)  | Давлат Бобонов · Узбекистан (UZB)                  |
| До 90 кг     | Лаша Бекаурі · Грузія (GEO)    | Едуард Тріппель · Німеччина (GER)  | Крістіан Тот · Угорщина (HUN)                      |
| До 100 кг    | Аарон Вольф · Японія (JPN)     | Чхо Гу Хам · Південна Корея (KOR)  | Жорже Фонсека · Португалія (POR)                   |
| До 100 кг    | Аарон Вольф · Японія (JPN)     | Чхо Гу Хам · Південна Корея (KOR)  | Ніяз Ільясов · Олімпійський комітет Росії (ROC)    |
| Понад 100 кг | Лукаш Крпалек · Чехія (CZE)    | Гурам Тушішвілі · Грузія (GEO)     | Тедді Рінер · Франція (FRA)                        |
| Понад 100 кг | Лукаш Крпалек · Чехія (CZE)    | Гурам Тушішвілі · Грузія (GEO)     | Тамерлан Башаєв · Олімпійський комітет Росії (ROC) |

Жінки
| Дисципліна  | Золото                            | Срібло                           | Бронза                                              |
| ----------- | --------------------------------- | -------------------------------- | --------------------------------------------------- |
| До 48 кг    | Дістрія Краснічі · Косово (KOS)   | Фуна Тонакі · Японія (JPN)       | Дар'я Білодід · Україна (UKR)                       |
| До 48 кг    | Дістрія Краснічі · Косово (KOS)   | Фуна Тонакі · Японія (JPN)       | Уранцецег Мунхбатин · Монголія (MGL)                |
| До 52 кг    | Абе Ута · Японія (JPN)            | Амандін Бюшар · Франція (FRA)    | Одетте Джуффріда · Італія (ITA)                     |
| До 52 кг    | Абе Ута · Японія (JPN)            | Амандін Бюшар · Франція (FRA)    | Челсі Джайлс · Велика Британія (GBR)                |
| До 57 кг    | Нора Г'якова · Косово (KOS)       | Сара-Леоні Сізік · Франція (FRA) | Джессіка Клімкейт · Канада (CAN)                    |
| До 57 кг    | Нора Г'якова · Косово (KOS)       | Сара-Леоні Сізік · Франція (FRA) | Цукаса Йосіда · Японія (JPN)                        |
| До 63 кг    | Кларісс Агбеньєну · Франція (FRA) | Тіна Трстеняк · Словенія (SLO)   | Катерін Бошемен-Пінар · Канада (CAN)                |
| До 63 кг    | Кларісс Агбеньєну · Франція (FRA) | Тіна Трстеняк · Словенія (SLO)   | Марія Чентраккьо · Італія (ITA)                     |
| До 70 кг    | Тідзуру Арай · Японія (JPN)       | Міхаела Поллерес · Австрія (AUT) | Мадіна Таймазова · Олімпійський комітет Росії (ROC) |
| До 70 кг    | Тідзуру Арай · Японія (JPN)       | Міхаела Поллерес · Австрія (AUT) | Санне ван Дейк · Нідерланди (NED)                   |
| До 78 кг    | Хамада Сорі · Японія (JPN)        | Мадлен Малонга · Франція (FRA)   | Майра Агіар · Бразилія (BRA)                        |
| До 78 кг    | Хамада Сорі · Японія (JPN)        | Мадлен Малонга · Франція (FRA)   | Анна-Марія Вагнер · Німеччина (GER)                 |
| Понад 78 кг | Акіра Соне · Японія (JPN)         | Ідаліс Ортіс · Куба (CUB)        | Ірина Кіндзерська · Азербайджан (AZE)               |
| Понад 78 кг | Акіра Соне · Японія (JPN)         | Ідаліс Ортіс · Куба (CUB)        | Романа Дікко · Франція (FRA)                        |

Командні змагання
| Дисципліна      | Золото | Срібло | Бронза          |
| --------------- | --- | --- | --------------- |
| Змішана команда | Франція (FRA) Кларісс Агбеньєну Амандін Бюшар Гійом Шен Аксель Клерже Сара-Леоні Сізік Романа Дікко Александр Іддір Кілліан ле Блуш Мадлен Малонга Марго Піно Тедді Рінер | Японія (JPN) Абе Хіфумі Абе Ута Араї Тідзуру Хамада Сорі Харасава Хісайосі Мукай Сьоїтіро Нагасе Таканорі Оно Сьохей Соне Акіра Тасіро Міку Аарон Вольф Йосіда Цукаса | Німеччина (GER) |
| Змішана команда | Франція (FRA) Кларісс Агбеньєну Амандін Бюшар Гійом Шен Аксель Клерже Сара-Леоні Сізік Романа Дікко Александр Іддір Кілліан ле Блуш Мадлен Малонга Марго Піно Тедді Рінер | Японія (JPN) Абе Хіфумі Абе Ута Араї Тідзуру Хамада Сорі Харасава Хісайосі Мукай Сьоїтіро Нагасе Таканорі Оно Сьохей Соне Акіра Тасіро Міку Аарон Вольф Йосіда Цукаса | Ізраїль (ISR)   |

## Карате
Чоловіки
| Дисципліна  | Золото                 | Срібло               | Бронза                         |
| ----------- | ---------------------- | -------------------- | ------------------------------ |
| До 67 кг    | Стівен Да Коста (FRA)  | Ерай Шамдан (TUR)    | Дархан Асаділов (KAZ)          |
| До 67 кг    | Стівен Да Коста (FRA)  | Ерай Шамдан (TUR)    | Абдельрахман Аль-Масатфа (JOR) |
| До 75 кг    | Луїджі Буза (ITA)      | Рафаель Агаєв (AZE)  | Габор Харшпатакі (HUN)         |
| До 75 кг    | Луїджі Буза (ITA)      | Рафаель Агаєв (AZE)  | Станіслав Горуна (UKR)         |
| Понад 75 кг | Саджад Ганджзаде (IRI) | Тарік Хамеді (KSA)   | Арага Рютаро (JPN)             |
| Понад 75 кг | Саджад Ганджзаде (IRI) | Тарік Хамеді (KSA)   | Угур Акташ (TUR)               |
| Ката        | Рьо Кіюна (JPN)        | Даміан Кінтеро (ESP) | Еріел Торрес (USA)             |
| Ката        | Рьо Кіюна (JPN)        | Даміан Кінтеро (ESP) | Алі Софуоглу (TUR)             |

Жінки
| Дисципліна  | Золото                   | Срібло                 | Бронза                 |
| ----------- | ------------------------ | ---------------------- | ---------------------- |
| До 55 кг    | Івет Горанова (BUL)      | Анжеліка Терлюга (UKR) | Беттіна Планк (AUT)    |
| До 55 кг    | Івет Горанова (BUL)      | Анжеліка Терлюга (UKR) | Вень Цзиюнь (TPE)      |
| До 61 кг    | Йована Прекович (SRB)    | Їнь Сяоянь (CHN)       | Джіана Фарук (EGY)     |
| До 61 кг    | Йована Прекович (SRB)    | Їнь Сяоянь (CHN)       | Мерве Чобан (TUR)      |
| Понад 61 кг | Фер'яль Абдельазіз (EGY) | Ірина Зарецька (AZE)   | Гун Лі (CHN)           |
| Понад 61 кг | Фер'яль Абдельазіз (EGY) | Ірина Зарецька (AZE)   | Софія Берульцева (KAZ) |
| Ката        | Сандра Санчес (ESP)      | Кійоу Сімідзу (JPN)    | Грейс Лау (HKG)        |
| Ката        | Сандра Санчес (ESP)      | Кійоу Сімідзу (JPN)    | Вівіана Боттаро (ITA)  |

## Легка атлетика
Чоловіки
| Дисципліни                | Золото                                                                                                   | Золото | Срібло                                                                                        | Срібло | Бронза                                                               | Бронза |
| ------------------------- | --- | ------ | --------------------------------------------------------------------------------------------- | ------ | -------------------------------------------------------------------- | ------ |
| 100 метрів                | Марселл Джейкобс (ITA)                                                                                   |        | Фред Керлі (USA)                                                                              |        | Андре де Грассе (CAN)                                                |        |
| 200 метрів                | Андре де Грассе (CAN)                                                                                    |        | Кеннет Беднарек (USA)                                                                         |        | Ноа Лайлс (USA)                                                      |        |
| 400 метрів                | Стівен Гардінер (BAH)                                                                                    |        | Антоні Самбрано (COL)                                                                         |        | Кірані Джеймс (GRN)                                                  |        |
| 800 метрів                | Еммануель Корір (KEN)                                                                                    |        | Фергюсон Ротіч (KEN)                                                                          |        | Патрик Добек (POL)                                                   |        |
| 1500 метрів               | Якоб Інгебрігтсен (NOR)                                                                                  |        | Тімоті Черуйот (KEN)                                                                          |        | Джош Керр (GBR)                                                      |        |
| 5000 метрів               | Джошуа Чептегей (UGA)                                                                                    |        | Мохаммед Ахмед (CAN)                                                                          |        | Пол Челімо (USA)                                                     |        |
| 10000 метрів              | Селемон Барега (ETH)                                                                                     |        | Джошуа Чептегей (UGA)                                                                         |        | Джейкоб Кіплімо (UGA)                                                |        |
| 110 метрів з бар'єрами    | Генсл Парчмент (JAM)                                                                                     |        | Грант Голловей (USA)                                                                          |        | Рональд Леві (JAM)                                                   |        |
| 400 метрів з бар'єрами    | Карстен Варгольм (NOR)                                                                                   |        | Рай Бенджамін (USA)                                                                           |        | Алісон дус Сантус (BRA)                                              |        |
| 3000 метрів з перешкодами | Суф'ян ель Баккалі (MAR)                                                                                 |        | Ламеча Гірма (ETH)                                                                            |        | Бенджамін Кіген (KEN)                                                |        |
| 4×100 метрів              | Італія (ITA) Лоренцо Патт Марселл Джейкобс Есеоса Десалу Філіппо Торту                                   |        | Велика Британія (GBR) Чіджінду Уджа Жарнел Г'юз Річард Кілті Нетаніел Мітчелл-Блейк           |        | Канада (CAN) Аарон Браун Джером Блейк Брендон Родні Андре де Грассе  |        |
| 4×400 метрів              | США (USA) Майкл Черрі Майкл Норман Брюс Дідмон Рай Бенджамін Вернон Норвуд* Рендолф Росс* Тревор Стюарт* |        | Нідерланди (NED) Terrence Agard Ramsey Angela Лімарвін Боневасья Тоні ван Діпен Йохем Доббер* |        | Ботсвана (BOT) Ісаак Маквала Баболокі Тхебе Зібане Ндозі Баяпо Ндорі |        |
|                           | |        |                                                                                               |        |                                                                      |        |
| Марафон                   | Елуїд Кіпчоге (KEN)                                                                                      |        | Абді Нагеє (NED)                                                                              |        | Башир Абді (BEL)                                                     |        |
| Ходьба 20 кілометрів      | Массімо Стано (ITA)                                                                                      |        | Ікеда Кокі (JPN)                                                                              |        | Яманісі Тосікадзу (JPN)                                              |        |
| Ходьба 50 кілометрів      | Давід Томала (POL)                                                                                       |        | Йонатан Гільберт (GER)                                                                        |        | Еван Данфі' (CAN)                                                    |        |
|                           | |        |                                                                                               |        |                                                                      |        |
| Стрибки у висоту          | Джанмарко Тамбері (ITA) Мутаз Есса Баршим (QAT)                                                          |        |                                                                                               |        | Максим Недосеков (BLR)                                               |        |
| Стрибки з жердиною        | Арман Дюплантіс (SWE)                                                                                    |        | Крістофер Нільсен (USA)                                                                       |        | Тьягу Брас да Сілва (BRA)                                            |        |
| Стрибки у довжину         | Мільтіадіс Тентоглу (GRE)                                                                                |        | Хуан Мігель Ечеваррія (CUB)                                                                   |        | Майкель Массо (CUB)                                                  |        |
| Потрійний стрибок         | Педро Пічардо (POR)                                                                                      |        | Чжу Ямін (CHN)                                                                                |        | Уг Фабріс Занго (BUR)                                                |        |
| Штовхання ядра            | Раян Кроузер (USA)                                                                                       |        | Джо Ковач (USA)                                                                               |        | Том Волш (NZL)                                                       |        |
| Метання диска             | Даніель Штоль (SWE)                                                                                      |        | Сімон Петтерссон (SWE)                                                                        |        | Лукас Вайсгайдінгер (AUT)                                            |        |
| Метання молота            | Войцех Новицький (POL)                                                                                   |        | Ейвінд Генріксен (NOR)                                                                        |        | Павел Файдек (POL)                                                   |        |
| Метання списа             | Нірадж Чопра (IND)                                                                                       |        | Якуб Вадлейх (CZE)                                                                            |        | Вітеслав Веселий (CZE)                                               |        |
|                           | |        |                                                                                               |        |                                                                      |        |
| Десятиборство             | Даміан Ворнер (CAN)                                                                                      |        | Кевін Маєр (FRA)                                                                              |        | Ешлі Молоуні (AUS)                                                   |        |

Жінки
| Дисципліни                | Золото | Золото | Срібло | Срібло | Бронза | Бронза |
| ------------------------- | --- | ------ | --- | ------ | --- | ------ |
| 100 метрів                | Елейн Томпсон-Гера (JAM) |        | Шеллі-Енн Фрейзер-Прайс (JAM)                                                                                     |        | Шеріка Джексон (JAM)                                                                                               |        |
| 200 метрів                | Елейн Томпсон-Гера (JAM) |        | Крістін Мбома (NAM)                                                                                               |        | Габрієль Томас (USA)                                                                                               |        |
| 400 метрів                | Шона Міллер-Уйбо (BAH) |        | Марілейді Пауліно (DOM)                                                                                           |        | Еллісон Фелікс (USA)                                                                                               |        |
| 800 метрів                | Атінг Му (USA) |        | Кілі Годжкінсон (GBR)                                                                                             |        | Ревін Роджерс (USA)                                                                                                |        |
| 1500 метрів               | Фейт Кіп'єгон (KEN) |        | Лора М'юр (GBR)                                                                                                   |        | Сіфан Гассан (NED)                                                                                                 |        |
| 5000 метрів               | Сіфан Гассан (NED) |        | Геллен Обірі (KEN)                                                                                                |        | Гудаф Цегай (ETH)                                                                                                  |        |
| 10000 метрів              | Сіфан Гассан (NED) |        | Калкідан Гезахеньє (BRN)                                                                                          |        | Летесенбет Гідей (ETH)                                                                                             |        |
| 100 метрів з бар'єрами    | Ясмін Камачо-Квінн (PUR) |        | Кендра Гаррісон (USA)                                                                                             |        | Меган Таппер (JAM)                                                                                                 |        |
| 400 метрів з бар'єрами    | Сідні Мак-Лафлін (USA) |        | Далайла Мухаммад (USA)                                                                                            |        | Фемке Бол (NED) |        |
| 3000 метрів з перешкодами | Перут Чемутаї (UGA) |        | Кортні Фрерікс (USA)                                                                                              |        | Гівін Кієнг (KEN)                                                                                                  |        |
| 4×100 метрів              | Ямайка (JAM) Бріана Вільямс Елейн Томпсон-Гера Шелі-Енн Фрейзер-Прайс Шеріка Джексон                                            |        | США (USA) Джавіанна Олівер Теаха Деніелс Дженна Прандіні Габріель Томас                                           |        | Велика Британія (GBR) Аша Філіп Імані-Лара Лансіквот Діна Ашер-Сміт Дерілл Нейта                                   |        |
| 4×400 метрів              | США (USA) Еллісон Фелікс Сідні Мак-Лафлін Атінг Ву Далайла Мухаммад Кендалл Елліс* Лінна Ірбі* Вейдлайн Джонатас* Кайлін Вітні* |        | Польща (POL) Іга Баумгарт-Вітан Малгожата Голуб-Ковалик Наталія Качмарек Юстина Швенти-Ерсетиц Анна Келбасинська* |        | Ямайка (JAM) Шеріка Джексон Кандіс Маклеод Ронейша Мак-Грегор Дженів Расселл Джунель Бромфілд* Стейсі-Енн Вільямс* |        |
|                           | |        | |        | |        |
| Марафон                   | Перес Джепчірчір (KEN) |        | Бріджит Косгеї (KEN)                                                                                              |        | Моллі Сейдел (USA)                                                                                                 |        |
| Ходьба 20 кілометрів      | Антонелла Пальмізано (ITA) |        | Сандра Лорена Аренас (COL)                                                                                        |        | Лю Хун (CHN) |        |
|                           | |        | |        | |        |
| Стрибки у висоту          | Марія Ласіцкене (ROC) |        | Нікола Макдермотт (AUS)                                                                                           |        | Ярослава Магучіх (UKR)                                                                                             |        |
| Стрибки з жердиною        | Кейті Нажотт (USA) |        | Анжеліка Сидорова (ROC)                                                                                           |        | Голлі Бредшоу (GBR)                                                                                                |        |
| Стрибки у довжину         | Малайка Мігамбо (GER) |        | Бріттні Різ (USA)                                                                                                 |        | Есе Бруме (NGR) |        |
| Потрійний стрибок         | Юлімар Рохас (VEN) |        | Патрісія Мамона (POR)                                                                                             |        | Ана Пелетейро (ESP)                                                                                                |        |
| Штовхання ядра            | Ґун Ліцзяо (CHN) |        | Рейвен Сондерс (USA)                                                                                              |        | Валері Адамс (NZL)                                                                                                 |        |
| Метання диска             | Валарі Олман (USA) |        | Крістін Пюденц (GER)                                                                                              |        | Хайме Перес (CUB)                                                                                                  |        |
| Метання молота            | Аніта Влодарчик (POL) |        | Ван Чжен (CHN) |        | Мальвіна Копрон (POL)                                                                                              |        |
| Метання списа             | Лю Шиїн (CHN) |        | Марія Андрейчик (POL)                                                                                             |        | Келсі-Лі Барбер (AUS)                                                                                              |        |
|                           | |        | |        | |        |
| Семиборство               | Нафіссату Тіам (BEL) |        | Анук Веттер (NED)                                                                                                 |        | Емма Остервегель (NED)                                                                                             |        |

Змішана дисципліна
| Дисципліна   | Золото | Золото | Срібло | Срібло | Бронза | Бронза |
| ------------ | --- | ------ | --- | ------ | --- | ------ |
| 4×400 метрів | Польща · Кароль Залевський · Наталія Качмарек · Юстина Швенти-Ерсетиц · Каєтан Душинський · Даріуш Ковалюк (забіг) · Іга Баумгарт-Вітан (забіг) · Малгожата Голуб-Ковалик (забіг) |        | Домініканська Республіка · Лідіо Андрес Феліс · Марілейді Пауліно · Анабель Медіна Вентура · Алехандер Огандо · Лігелін Сантос (забіг) |        | США · Тревор Стюарт · Кендалл Елліс · Кайлін Вітні · Вернон Норвуд · Елайджа Годвін (забіг) · Лінна Ірбі (забіг) · Тейлор Менсон (забіг) · Брайс Дедмон (забіг) |        |

## Кінний спорт
| Дисципліна               | Золото                                                                    | Срібло                                               | Бронза                                                          |
| ------------------------ | ------------------------------------------------------------------------- | ---------------------------------------------------- | --------------------------------------------------------------- |
| Індивідуальна виїздка    | Джессіка фон Бредов-Верндль · Німеччина (GER)                             | Ізабелль Верт · Німеччина (GER)                      | Шарлотт Дюжарден · Велика Британія (GBR)                        |
| Командна виїздка         | Німеччина (GER) Джессіка фон Бредов-Верндль Доротеє Шнайдер Ізабелль Верт | США (USA) Сабін Шут-Кері Адрієнн Лайл Стеффен Петерс | Велика Британія (GBR) Шарлотт Фрай Карл Гестер Шарлотт Дюжарден |
| Індивідуальне триборство | Юлія Краєвскі · Німеччина (GER)                                           | Том Мак'юен · Велика Британія (GBR)                  | Ендрю Гой · Австралія (AUS)                                     |
| Командне триборство      | Велика Британія (GBR) Лора Коллетт Том Мак'юен Олівер Тавненд             | Австралія (AUS) Кевін Макнеб Ендрю Гой Шейн Роуз     | Франція (FRA) Ніколя Тузен Карім Лагуа Крістофер Сікс           |
| Індивідуальний конкур    | Бен Маєр · Велика Британія (GBR)                                          | Педер Фредріксон · Швеція (SWE)                      | Майкел ван дер Влетен · Нідерланди (NED)                        |
| Командний конкур         | Швеція (SWE) Генрік фон Екерманн Малін Бар'ярд-Юнссон Педер Фредріксон    | США (USA) Лора Крот Джессіка Спрінґстін Маклейн Ворд | Бельгія (BEL) Пітер Девос Жером Гері Грегорі Вателе             |

## Настільний теніс
| Дисципліна                  | Золото                                    | Срібло                                                    | Бронза                                                   |
| --------------------------- | ----------------------------------------- | --------------------------------------------------------- | -------------------------------------------------------- |
| одиночний розряд (чоловіки) | Ма Лун (CHN)                              | Фань Чженьдун (CHN)                                       | Дмитро Овчаров (GER)                                     |
| командний розряд (чоловіки) | Китай (CHN) Фань Чженьдун Ма Лун Сюй Сінь | Німеччина (GER) Дмитро Овчаров Патрік Франціска Тімо Болл | Японія (JPN) Мідзутані Дзюн Ніва Кокі Харімото Томокадзу |
| одиночний розряд (жінки)    | Чень Мен (CHN)                            | Сунь Їнша (CHN)                                           | Іто Міма (JPN)                                           |
| командний розряд (жінки)    | Китай (CHN) Чень Мен Сунь Їнша Ван Манюй  | Японія (JPN) Іто Міма Ісікава Касумі Міу Хірано           | Гонконг (HKG) Ду Хойкем Лі Хо Чін Мінні Соо Вай Ям       |
| змішаний парний розряд      | Японія (JPN) Мідзутані Дзюн Іто Міма      | Китай (CHN) Сюй Сінь Лю Шівень                            | Китайський Тайбей (TPE) Лінь Юнь-дзю Чжен Іцзін          |

## Плавання
Чоловіки
| 50 м вільним стилем               | Кайлеб Дрессел (USA)                                                                                           | Флоран Маноду (FRA)                                                                      | Бруно Фратус (BRA)                                                               |  |  |  |
| 100 м вільним стилем              | Кайлеб Дрессел (USA)                                                                                           | Кайл Чалмерс (AUS)                                                                       | Климент Колесников (ROC)                                                         |  |  |  |
| 200 м вільним стилем              | Томас Дін · Велика Британія (GBR)                                                                              | Данкан Скотт · Велика Британія (GBR)                                                     | Фернандо Шеффер · Бразилія (BRA)                                                 |  |  |  |
| 400 м вільним стилем              | Ахмед Аюб Хафнауї · Туніс (TUN)                                                                                | Джек Маклафлін · Австралія (AUS)                                                         | Кіаран Сміт · США (USA)                                                          |  |  |  |
| 800 м вільним стилем              | Роберт Фінк (USA)                                                                                              | Грегоріо Пальтріньєрі (ITA)                                                              | Михайло Романчук (UKR)                                                           |  |  |  |
| 1500 м вільним стилем             | Роберт Фінк (USA)                                                                                              | Михайло Романчук (UKR)                                                                   | Флоріан Веллброк (GER)                                                           |  |  |  |
|                                   | |                                                                                          |                                                                                  |  |  |  |
| 100 м на спині                    | Євген Рилов · Олімпійський комітет Росії (ROC)                                                                 | Климент Колесников · Олімпійський комітет Росії (ROC)                                    | Раян Мерфі · США (USA)                                                           |  |  |  |
| 200 м на спині                    | Євген Рилов · Олімпійський комітет Росії (ROC)                                                                 | Раян Мерфі · США (USA)                                                                   | Люк Грінбенк · Велика Британія (GBR)                                             |  |  |  |
|                                   | |                                                                                          |                                                                                  |  |  |  |
| 100 м брасом                      | Адам Піті · США (USA)                                                                                          | Арно Каммінга · Нідерланди (NED)                                                         | Ніколо Мартіненьї · Італія (ITA)                                                 |  |  |  |
| 200 м брасом                      | Зак Стабллті-Кук · Австралія (AUS)                                                                             | Арно Каммінга · Нідерланди (NED)                                                         | Матті Маттссон · Фінляндія (FIN)                                                 |  |  |  |
|                                   | |                                                                                          |                                                                                  |  |  |  |
| 100 м батерфляєм                  | Кайлеб Дрессел · США (USA)                                                                                     | Крістоф Мілак · Угорщина (HUN)                                                           | Ное Понті · Швейцарія (SUI)                                                      |  |  |  |
| 200 м батерфляєм                  | Крістоф Мілак · Угорщина (HUN)                                                                                 | Томору Хонда · Японія (JPN)                                                              | Федеріко Бурдіссо · Італія (ITA)                                                 |  |  |  |
|                                   | |                                                                                          |                                                                                  |  |  |  |
| 200 м комплексом                  | Ван Шунь · Китай (CHN)                                                                                         | Данкан Скотт · Велика Британія (GBR)                                                     | Жеремі Депланш · Швейцарія (SUI)                                                 |  |  |  |
| 400 м комплексом                  | Чейз Каліш · США (USA)                                                                                         | Джей Літерланд · США (USA)                                                               | Брендон Сміт · Австралія (AUS)                                                   |  |  |  |
|                                   | |                                                                                          |                                                                                  |  |  |  |
| естафета 4 × 100 м вільним стилем | США (USA) Кайлеб Дрессел Блейк П'єроні Боув Беккер Зак Еппл                                                    | Італія (ITA) Алессандро Мірессі Томас Чеккон Лоренцо Дзадзері Мануель Фріго              | Австралія (AUS) Метью Темпл Зак Інсерті Александер Грем Кайл Чалмерс             |  |  |  |
| естафета 4 × 200 м вільним стилем | Велика Британія (GBR) Томас Дін Джеймс Гай Метью Річардс Данкан Скотт Келум Джарвіс                            | Олімпійський комітет Росії (ROC) Мартин Малютін Іван Гірьов Євген Рилов Михайло Довгалюк | Австралія (AUS) Александер Грем Кайл Чалмерс Зак Інсерті Томас Нілл              |  |  |  |
| естафета 4 × 100 комплексом       | США (USA) Раян Мерфі Майкл Ендрю Кайлеб Дрессел Зак Еппл Гантер Армстронґ Блейк П'єроні Том Шілдс Ендрю Вілсон | Велика Британія (GBR) Люк Грінбенк Джеймс Гай Адам Піті Данкан Скотт Джеймс Вілбі        | Італія (ITA) Томас Чеккон Ніколо Мартіненьї Федеріко Бурдіссо Алессандро Мірессі |  |  |  |
|                                   | |                                                                                          |                                                                                  |  |  |  |
| 10 км на відкритій воді           | Флоріан Веллброк · Німеччина (GER)                                                                             | Кріштоф Рашовскі · Угорщина (HUN)                                                        | Грегоріо Пальтріньєрі · Італія (ITA)                                             |  |  |  |

Жінки
| 50 м вільним стилем               | Емма Маккеон · Австралія (AUS)                                                                                      | Сара Шестрем · Швеція (SWE)                                                                               | Пернілле Блуме · Данія (DEN)                                                                            |  |  |  |
| 100 м вільним стилем              | Емма Маккеон · Австралія (AUS)                                                                                      | Шівон Хогі · Гонконг (HKG)                                                                                | Кейт Кемпбелл · Австралія (AUS)                                                                         |  |  |  |
| 200 м вільним стилем              | Аріарн Тітмус · Австралія (AUS)                                                                                     | Шівон Хогі · Гонконг (HKG)                                                                                | Пенні Олексяк · Канада (CAN)                                                                            |  |  |  |
| 400 м вільним стилем              | Аріарн Тітмус · Австралія (AUS)                                                                                     | Кейті Ледекі · США (USA)                                                                                  | Лі Бінцзє · Китай (CHN)                                                                                 |  |  |  |
| 800 м вільним стилем              | Кейті Ледекі · США (USA)                                                                                            | Аріарн Тітмус · Австралія (AUS)                                                                           | Сімона Квадарелла · Італія (ITA)                                                                        |  |  |  |
| 1500 м вільним стилем             | Кейті Ледекі · США (USA)                                                                                            | Еріка Салліван · США (USA)                                                                                | Сара Келер · Німеччина (GER)                                                                            |  |  |  |
|                                   | | | |  |  |  |
| 100 м на спині                    | Кейлі Маккіон · Австралія (AUS)                                                                                     | Кайлі Масс · Канада (CAN)                                                                                 | Реган Сміт · США (USA)                                                                                  |  |  |  |
| 200 м на спині                    | Кейлі Маккіон · Австралія (AUS)                                                                                     | Кайлі Масс · Канада (CAN)                                                                                 | Емілі Сібом · Австралія (AUS)                                                                           |  |  |  |
|                                   | | | |  |  |  |
| 100 м брасом                      | Лідія Джейкобі · США (USA)                                                                                          | Татьяна Шенмейкер · ПАР (RSA)                                                                             | Ліллі Кінг · США (USA)                                                                                  |  |  |  |
| 200 м брасом                      | Татьяна Шенмейкер · ПАР (RSA)                                                                                       | Ліллі Кінг · США (USA)                                                                                    | Енні Лазор · США (USA)                                                                                  |  |  |  |
|                                   | | | |  |  |  |
| 100 м батерфляєм                  | Меґґі Мак-Ніл · Канада (CAN)                                                                                        | Чжан Юйфей · Китай (CHN)                                                                                  | Емма Маккеон · Австралія (AUS)                                                                          |  |  |  |
| 200 м батерфляєм                  | Чжан Юйфей (CHN) | Реган Сміт (USA)                                                                                          | Галі Флікінджер (USA)                                                                                   |  |  |  |
|                                   | | | |  |  |  |
| 200 м комплексом                  | Охасі Юї (JPN) | Алекс Волш (USA)                                                                                          | Кейт Даґласс (USA)                                                                                      |  |  |  |
| 400 м комплексом                  | Охасі Юї · Японія (JPN)                                                                                             | Емма Веянт · США (USA)                                                                                    | Галі Флікінджер · США (USA)                                                                             |  |  |  |
|                                   | | | |  |  |  |
| естафета 4 × 100 м вільним стилем | Австралія (AUS) Бронте Кемпбелл Кейт Кемпбелл Меґ Гарріс Емма Маккеон                                               | Канада (CAN) Кайла Санчес Меґґі Мак-Ніл Ребекка Сміт Пенні Олексяк                                        | США (USA) Еріка Браун Еббі Вейтцейл Наталі Гіндс Сімоне Мануель Олівія Смоліга Кеті Делуф Еллісон Шмітт |  |  |  |
| естафета 4 × 200 м вільним стилем | Китай (CHN) Ян Цзюньсюань Тан Мухань Чжан Юйфей Лі Бінцзє                                                           | США (USA) Еллісон Шмітт Пейдж Мадден Кейті Маклафлін Кейті Ледекі Белла Сімс Брук Форд                    | Австралія (AUS) Аріарн Тітмус Емма Маккеон Медісон Вілсон Ліа Ніл                                       |  |  |  |
| естафета 4 × 100 комплексом       | Австралія (AUS) Кейлі Маккіон Челсі Годжес Емма Маккеон Кейт Кемпбелл Моллі О'Каллаган Емілі Сібом Бріанна Тросселл | США (USA) Реган Сміт Лідія Джейкобі Торрі Гаск Еббі Вейтцейл Еріка Браун Клер Керзан Ліллі Кінг Раян Вайт | Канада (CAN) Кайлі Масс Сідні Пікрем Меґґі Мак-Ніл Пенні Олексяк Тейлор Рак Кайла Санчес                |  |  |  |
|                                   | | | |  |  |  |
| 10 км на відкритій воді           | Ана Марсела Куня · Бразилія (BRA)                                                                                   | Шарон ван Раувендал · Нідерланди (NED)                                                                    | Каріна Лі · Австралія (AUS)                                                                             |  |  |  |

Змішані
| Дисципліна                  | Золото                                                                             | Срібло                                                   | Бронза |
| --------------------------- | ---------------------------------------------------------------------------------- | -------------------------------------------------------- | --- |
| естафета 4 × 100 комплексом | Велика Британія (GBR) Кетлін Доусон Адам Піті Джеймс Гай Анна Гопкін Фрея Андерсон | Китай (CHN) Сюй Цзяюй Ян Цзібей Чжан Юйфей Ян Цзюньсюань | Австралія (AUS) Кейлі Маккіон Зак Стабллті-Кук Метью Темпл Емма Маккеон Айзек Купер Бріанна Тросселл Бронте Кемпбелл |

## Регбі
| Дисципліна | Золото | Срібло | Бронза |
| ---------- | --- | --- | --- |
| Чоловіки   | Фіджі (FIJ) Джошуа Вакурунабілі Йосефо Масікау Балейвайрікі Каліоне Насоко Джута Вайніколо Асаель Туйвуака Мелі Дереналаджі Вілімоні Ботіту Ваїсеа Накуку Джеррі Туваї Семі Радрадра Амініасі Туймаба Наполіоні Болака Сірелі Макала | Нова Зеландія (NZL) Скотт Каррі Тім Міккельсон Тоне Нг Сіу Етене НанаЇ-Сетуро Ділан Кольєр Нгарохі Макгарві-Блек Аманакі Ніколе Ендрю Кнюстабб Реган Вейр Курт Бейкер Джо Веббер Сіоне Моліа Вільям Ворбрік | Аргентина (ARG) Родріго Ісгро Лусіо Сінті Херман Шульц Ігнасіо Менді Родріго Етчарт Сантьяго Альварес Лаутаро Басан Велес Гастон Револь Матіас Осадчук Сантьяго Маре Гонзалес Луїсіано Маркос Монета Філіпе дель Местре |
| Жінки      | Нова Зеландія (NZL) Рубі Туї Сара Гіріні Мікаела Блайд Тіла Натан-Вонг Гейл Бротон Тереза Фіцпатрік Портія Вудман Рісеалеана Пурі-Лейн Стейсі Флулер Шірей Кака Келлі Брейзер Алена Сейлі Теніка Віллісон                            | Франція (FRA) Серафіна Окемба Анн-Сесіль Чофані Хлоя Пелле Хлоя Жаке Жаде Улутуль Фанні Орта Коралі Бертран Каміль Грассіно Карла Нейзен Каролін Друен Шеннон Ізар Ліна Герен Нассіра Конде                 | Фіджі (FIJ) Васіті Соліковіті Сесеніелі Дону Райджелі Давеува Русіла Нагасау Ана Рокіка Реапі Улунісау Лавена Кавуру Лайсана Лікуцева Вініана Рівай Аловезі Накочі Ана Наймасі Роела Радініявуні Лавенія Тінай          |

## Серфінг
| Дисципліна | Золото                          | Срібло                       | Бронза                       |
| ---------- | ------------------------------- | ---------------------------- | ---------------------------- |
| Чоловіки   | Італо Феррейра · Бразилія (BRA) | Іґарасі Каноа · Японія (JPN) | Овен Райт · Австралія (AUS)  |
| Жінки      | Карісса Мур · США (USA)         | Біанка Бейтендаґ · ПАР (RSA) | Амуро Цудзукі · Японія (JPN) |

## Синхронне плавання
| Дисципліна     | Золото | Срібло                                                                                          | Бронза |
| -------------- | --- | ----------------------------------------------------------------------------------------------- | --- |
| Жіночі дуети   | Олімпійський комітет Росії (ROC) Світлана Колесніченко Світлана Ромашина                                                                                                | Китай (CHN) Хуан Сюечень Сунь Веньянь                                                           | Україна (UKR) Марта Фєдіна Анастасія Савчук |
| Жіночі команди | Олімпійський комітет Росії (ROC) Влада Чигирьова Світлана Ромашина Світлана Колесніченко Олександра Пацкевич Алла Шишкіна Марина Голядкіна Марія Шурочкіна Комар Поліна | Китай (CHN) Сунь Веньянь Хуан Сюечень Го Лі Лян Сіньпін Їнь Ченсінь Сяо Яньнін Ван Цяньї Фен Юй | Україна (UKR) Анастасія Савчук Марта Федіна Єлизавета Яхно Владислава Алексіїва Марина Алексіїва Ксенія Сидоренко Катерина Резнік Аліна Шинкаренко |

## Скейтбординг
| Дисципліна       | Золото                          | Срібло                         | Бронза                             |
| ---------------- | ------------------------------- | ------------------------------ | ---------------------------------- |
| парк (чоловіки)  | Кіґан Палмер (AUS)              | Педру Баррус (BRA)             | Корі Джуно (USA)                   |
| парк (жінки)     | Сакура Йосодзумі · Японія (JPN) | Кокона Хіракі · Японія (JPN)   | Скай Браун · Велика Британія (GBR) |
| стріт (чоловіки) | Юто Хоріґоме · Японія (JPN)     | Келвін Хофлер · Бразилія (BRA) | Джеґґер Ітон · США (USA)           |
| стріт (жінки)    | Момідзі Нісія · Японія (JPN)    | Раїсса Леал · Бразилія (BRA)   | Фуна Накаяма · Японія (JPN)        |

## Спортивне скелелазіння
| Дисципліна | Золото                     | Срібло                 | Бронза             |
| ---------- | -------------------------- | ---------------------- | ------------------ |
| Чоловіки   | Альберто Хінес Лопес (ESP) | Натаніел Коулман (USA) | Якоб Шуберт (AUT)  |
| Жінки      | Яня Гарнбрет (SLO)         | Міхо Монака (JPN)      | Акійо Ноґучі (JPN) |

## Софтбол
| Дисципліна     | Золото       | Срібло    | Бронза       |
| -------------- | ------------ | --------- | ------------ |
| Жіночий турнір | Японія (JPN) | США (USA) | Канада (CAN) |

## Стрибки у воду
| Дисципліна                   | Золото                                   | Срібло                                              | Бронза                                                            |
| ---------------------------- | ---------------------------------------- | --------------------------------------------------- | ----------------------------------------------------------------- |
| Чоловіки                     |                                          |                                                     |                                                                   |
| трамплін, 3 метри            | Сє Сиї · Китай (CHN)                     | Ван Цзунюань · Китай (CHN)                          | Джек Лафер · Велика Британія (GBR)                                |
| вишка, 10 метрів             | Цао Юань (CHN)                           | Ян Цзянь (CHN)                                      | Том Дейлі (GBR)                                                   |
| синхронний трамплін, 3 метри | Китай (CHN) Сє Сиї Ван Цзунюань          | США (USA) Ендрю Капоб'янко Майкл Гіксон             | Німеччина (GER) Патрік Гаусдінґ Ларс Рюдіґер                      |
| синхронна вишка, 10 метрів   | Велика Британія (GBR) Том Дейлі Метті Лі | Китай (CHN) Цао Юань Чень Айсень                    | Олімпійський комітет Росії (ROC) Олександр Бондар Віктор Мінібаєв |
| Жінки                        |                                          |                                                     |                                                                   |
| трамплін, 3 метри            | Ши Тінмао · Китай (CHN)                  | Ван Хань · Китай (CHN)                              | Кріста Палмер · США (USA)                                         |
| вишка, 10 метрів             | Цюань Хунчань (CHN)                      | Чень Юйсі (CHN)                                     | Мелісса Ву (AUS)                                                  |
| синхронний трамплін, 3 метри | Китай (CHN) Ши Тінмао Ван Хань           | Канада (CAN) Дженніфер Абель Мелісса Сітріні-Больйо | Німеччина (GER) Лена Гентшель Тіна Пунцель                        |
| синхронна вишка, 10 метрів   | Китай (CHN) Чень Юйсі Чжан Цзяці         | США (USA) Джессіка Парратто Ділейні Шнелл           | Мексика (MEX) Габріела Агундес Алехандра Ороско                   |

## Стрільба
Чоловіки
| Дисципліна                                          | Золото                     | Срібло                     | Бронза                            |
| --------------------------------------------------- | -------------------------- | -------------------------- | --------------------------------- |
| Пневматичний пістолет, 10 метрів                    | Джавад Форугі · Іран (IRI) | Дамір Мікец · Сербія (SRB) | Пан Вей · Китай (CHN)             |
| Швидкісний пістолет, 25 метрів                      | Жан Кікампуа (FRA)         | Леуріс Пупо (CUB)          | Лі Юехун (CHN)                    |
| Пневматична гвинтівка, 10 метрів                    | Вільям Шейнер · США (USA)  | Шен Ліхао · Китай (CHN)    | Ян Хаожань · Китай (CHN)          |
| Дрібнокаліберна гвинтівка, 50 метрів, три положення | Чжан Чанхун (CHN) OR       | Сергій Каменський (ROC)    | Міленко Себич (SRB)               |
| Трап                                                | Їржі Ліптак (CZE)          | Давид Костелецький (CZE)   | Метью Ковард-Голлі (GBR)          |
| Скит                                                | Вінсент Генкок · США (USA) | Єспер Гансен · Данія (DEN) | Абдулла Аль-Рашиді · Кувейт (KUW) |

Жінки
| Дисципліна                                          | Золото                                                  | Срібло                                                | Бронза                                           |
| --------------------------------------------------- | ------------------------------------------------------- | ----------------------------------------------------- | ------------------------------------------------ |
| Пневматичний пістолет, 10 метрів                    | Віталіна Бацарашкіна · Олімпійський комітет Росії (ROC) | Антоанета Костадінова · Болгарія (BUL)                | Цзян Рансінь · Китай (CHN)                       |
| Пістолет, 25 метрів                                 | Віталіна Бацарашкіна · Олімпійський комітет Росії (ROC) | Кі Мін Чон · Південна Корея (KOR)                     | Сяо Цзяжуйсюань · Китай (CHN)                    |
| Пневматична гвинтівка, 10 метрів                    | Ян Цянь · Китай (CHN)                                   | Анастасія Галашина · Олімпійський комітет Росії (ROC) | Ніна Крістен · Швейцарія (SUI)                   |
| Дрібнокаліберна гвинтівка, 50 метрів, три положення | Ніна Крістен · Швейцарія (SUI)                          | Юлія Зикова · Олімпійський комітет Росії (ROC)        | Юлія Карімова · Олімпійський комітет Росії (ROC) |
| Трап                                                | Зузана Штефечекова (SVK)                                | Кейл Браунінґ (USA)                                   | Алессандра Періллі (SMR)                         |
| Скит                                                | Амбер Інгліш · США (USA)                                | Діана Бакосі · Італія (ITA)                           | Вей Мен · Китай (CHN)                            |

Змішані змагання
| Дисципліна                       | Золото                                         | Срібло                                                                | Бронза                                                           |
| -------------------------------- | ---------------------------------------------- | --------------------------------------------------------------------- | ---------------------------------------------------------------- |
| Пневматичний пістолет, 10 метрів | Китай (CHN) Цзян Рансінь Пан Вей               | Олімпійський комітет Росії (ROC) Віталіна Бацарашкіна Артем Черноусов | Україна (UKR) Олена Костевич Олег Омельчук                       |
| Пневматична гвинтівка, 10 метрів | Китай (CHN) Ян Цянь Ян Хаожань                 | США (USA) Мері Такер Лукас Козенєскі                                  | Олімпійський комітет Росії (ROC) Юлія Карімова Сергій Каменський |
| Трап                             | Іспанія (ESP) Фатіма Галвес Альберто Фернандес | Сан-Марино (SMR) Алессандра Періллі Жіан Марко Берті                  | США (USA) Меделін Берно Браян Берроуз                            |

## Стрільба з лука
| Дисципліна                        | Золото                                                  | Срібло                                                                         | Бронза                                                  |
| --------------------------------- | ------------------------------------------------------- | ------------------------------------------------------------------------------ | ------------------------------------------------------- |
| Індивідуальна першість (чоловіки) | Мете Газоз · Туреччина (TUR)                            | Мауро Несполі · Італія (ITA)                                                   | Фурукава Такахару · Японія (JPN)                        |
| Командна першість (чоловіки)      | Південна Корея (KOR) Кім У Джін О Джін Хьок Кім Джі Док | Китайський Тайбей (TPE) Ден Ю Чен Тан Чічунь Вей Чунь Хен                      | Японія (JPN) Фурукава Такахару Юкі Кавата Хірокі Муто   |
| Індивідуальна першість (жінки)    | Ан Сан · Південна Корея (KOR)                           | Олена Осипова · Олімпійський комітет Росії (ROC)                               | Лучілла Боарі · Італія (ITA)                            |
| Командна першість (жінки)         | Південна Корея (KOR) Ан Сан Чан Мінхі Кан Чже Йон       | Олімпійський комітет Росії (ROC) Світлана Гомбоєва Олена Осипова Ксенія Перова | Німеччина (GER) Мішелль Кроппен Шарлін Шварц Ліза Унрух |
| Першість змішаних команд          | Південна Корея (KOR) Кім Джі Док Ан Сан                 | Нідерланди (NED) Стеве Вейлер Габріела Схлуссер                                | Мексика (MEX) Луїс Альварес Алехандра Валенсія          |

## Сучасне п'ятиборство
| Дисципліна | Золото           | Срібло                   | Бронза              |
| ---------- | ---------------- | ------------------------ | ------------------- |
| Чоловіки   | Джо Чунг (GBR)   | Ахмед Ельгенді (EGY)     | Цзюн Вун-тае (KOR)  |
| Жінки      | Кейт Френч (GBR) | Лаура Асадаускайте (LTU) | Саролта Ковач (HUN) |

## Теніс
| одиночний розряд (чоловіки) | Александр Зверєв (GER)                                                 | Карен Хачанов (ROC)                                          | Пабло Карреньо Буста (ESP)                    |  |  |  |
| парний розряд (чоловіки)    | Хорватія (CRO) Нікола Мектич Мате Павич                                | Хорватія (CRO) Марин Чилич Іван Додіг                        | Нова Зеландія (NZL) Маркус Деніел Майкл Вінус |  |  |  |
|                             |                                                                        |                                                              |                                               |  |  |  |
| одиночний розряд (жінки)    | Белінда Бенчич (SUI)                                                   | Маркета Вондроушова (CZE)                                    |                                               |  |  |  |
| парний розряд (жінки)       | Чехія (CZE) Барбора Крейчикова Катержина Сінякова                      | Швейцарія (SUI) Белінда Бенчич Вікторія Голубич              | Бразилія (BRA) Лаура Пігоссі Луїза Стефані    |  |  |  |
|                             |                                                                        |                                                              |                                               |  |  |  |
| змішаний парний розряд      | Олімпійський комітет Росії (ROC) Анастасія Павлюченкова Андрій Рубльов | Олімпійський комітет Росії (ROC) Олена Весніна Аслан Карацев | Австралія (AUS) Ешлі Барті Джон Пірс          |  |  |  |

## Тріатлон
| Дисципліна       | Золото                                                                                | Срібло                                                           | Бронза                                                                 |
| ---------------- | ------------------------------------------------------------------------------------- | ---------------------------------------------------------------- | ---------------------------------------------------------------------- |
| Чоловіки         | Крістіан Блюменфельд · Норвегія (NOR)                                                 | Алекс Ї · Велика Британія (GBR)                                  | Гейден Вайлд · Нова Зеландія (NZL)                                     |
| Жінки            | Флора Даффі · Бермуди (BER)                                                           | Джорджия Тейлор-Браун · Велика Британія (GBR)                    | Кеті Зеферес · США (USA)                                               |
| Змішана естафета | Велика Британія (GBR) Джессіка Лермонт Джонатан Браунлі Джорджія Тейлор-Браун Алекс Ї | США (USA) Кеті Зеферес Кевін Макдавелл Тейлор Нібб Морґан Пірсон | Франція (FRA) Леоні Перьйо Доріан Коннінкс Кассандра Богран Венсан Луї |

## Тхеквондо
Чоловіки
| Вагова категорія | Золото                                             | Срібло                                        | Бронза                                               |
| ---------------- | -------------------------------------------------- | --------------------------------------------- | ---------------------------------------------------- |
| до 58 кг         | Віто Дель'Аквіла · Італія (ITA)                    | Мохамед Халіль Джендубі · Туніс (TUN)         | Михайло Артамонов · Олімпійський комітет Росії (ROC) |
| до 58 кг         | Віто Дель'Аквіла · Італія (ITA)                    | Мохамед Халіль Джендубі · Туніс (TUN)         | Джанг Джун · Південна Корея (KOR)                    |
| до 68 кг         | Улугбек Рашитов · Узбекистан (UZB)                 | Бредлі Сінден · Велика Британія (GBR)         | Хакан Речбер · Туреччина (TUR)                       |
| до 68 кг         | Улугбек Рашитов · Узбекистан (UZB)                 | Бредлі Сінден · Велика Британія (GBR)         | Чжао Шуай · Китай (CHN)                              |
| до 80 кг         | Максим Храмцов · Олімпійський комітет Росії (ROC)  | Салех Аль-Шарабаті · Йорданія (JOR)           | Тоні Канает · Хорватія (CRO)                         |
| до 80 кг         | Максим Храмцов · Олімпійський комітет Росії (ROC)  | Салех Аль-Шарабаті · Йорданія (JOR)           | Сеїф Ейсса · Єгипет (EGY)                            |
| понад 80 кг      | Владислав Ларін · Олімпійський комітет Росії (ROC) | Деян Георгієвський · Північна Македонія (MKD) | Ін Кьо Дон · Південна Корея (KOR)                    |
| понад 80 кг      | Владислав Ларін · Олімпійський комітет Росії (ROC) | Деян Георгієвський · Північна Македонія (MKD) | Рафаель Альба · Куба (CUB)                           |

Жінки
| Вагова категорія | Золото                                 | Срібло                                           | Бронза                                 |
| ---------------- | -------------------------------------- | ------------------------------------------------ | -------------------------------------- |
| до 49 кг         | Паніпак Вонгпаттанакіт · Таїланд (THA) | Адріана Сересо · Іспанія (ESP)                   | Авішаг Семберг · Ізраїль (ISR)         |
| до 49 кг         | Паніпак Вонгпаттанакіт · Таїланд (THA) | Адріана Сересо · Іспанія (ESP)                   | Тіяна Богданович · Сербія (SRB)        |
| до 57 кг         | Анастасія Золотич · США (USA)          | Тетяна Мініна · Олімпійський комітет Росії (ROC) | Ло Цзялін · Китайський Тайбей (TPE)    |
| до 57 кг         | Анастасія Золотич · США (USA)          | Тетяна Мініна · Олімпійський комітет Росії (ROC) | Хатідже Кюбра Ільгюн · Туреччина (TUR) |
| до 67 кг         | Матеа Єлич · Хорватія (CRO)            | Лорен Вільямс · Велика Британія (GBR)            | Рут Гбагбі · Кот-д'Івуар (CIV)         |
| до 67 кг         | Матеа Єлич · Хорватія (CRO)            | Лорен Вільямс · Велика Британія (GBR)            | Хедайя Малак · Єгипет (EGY)            |
| понад 67 кг      | Милиця Мандич · Сербія (SRB)           | Лі Да Бін · Південна Корея (KOR)                 | Альтеа Лорен · Франція (FRA)           |
| понад 67 кг      | Милиця Мандич · Сербія (SRB)           | Лі Да Бін · Південна Корея (KOR)                 | Б'янка Волкден · Велика Британія (GBR) |

## Фехтування
Чоловіки
| Дисципліна                | Золото                                                                | Срібло                                                                                              | Бронза                                                                  |
| ------------------------- | --------------------------------------------------------------------- | --------------------------------------------------------------------------------------------------- | ----------------------------------------------------------------------- |
| Шпага, особиста першість  | Ромен Каннон · Франція (FRA)                                          | Ґерґей Шіклоші · Угорщина (HUN)                                                                     | Ігор Рейзлін · Україна (UKR)                                            |
| Шпага, командна першість  | Японія · Кокі Кано · Сатору Уяма · Кадзуясу Мінобе · Масару Ямада     | Олімпійський комітет Росії · Сергій Біда · Микита Глазков · Сергій Ходос · Павло Сухов              | Південна Корея · Квон Юн Джун · Ма Се Гйон · Пак Сан Йон · Сон Джа Хо   |
| Рапіра, особиста першість | Чхьон Кха Лонг · Гонконг (HKG)                                        | Даніеле Гароццо · Італія (ITA)                                                                      | Александр Чупеніч · Чехія (CZE)                                         |
| Рапіра, командна першість | Франція · Ерван Ле Пешу · Енцо Лефор · Жульєн Мертен · Максім Поті    | Олімпійський комітет Росії · Антон Бородачов · Кирило Бородачов · Владислав Мильников · Тимур Сафін | США · Рейс Імбоден · Нік Іткін · Александер Массіалас · Герек Мейнгардт |
| Шабля, особиста першість  | Арон Сіладьї · Угорщина (HUN)                                         | Луїджі Самеле · Італія (ITA)                                                                        | Кім Джон Хван · Південна Корея (KOR)                                    |
| Шабля, командна першість  | Південна Корея · О Сан Ук · Кім Джун Хо · Кім Джон Хван · Ку Бон Гіль | Італія · Лука Куратолі · Луїджі Самеле · Енріко Берре · Альдо Монтано                               | Угорщина · Арон Сіладьї · Андраш Сатмарі · Тамаш Дечі · Чанад Гемеші    |

Жінки
| Дисципліна                | Золото | Срібло                                                                  | Бронза                                                                          |
| ------------------------- | --- | ----------------------------------------------------------------------- | ------------------------------------------------------------------------------- |
| Шпага, особиста першість  | Сунь Івень · Китай (CHN)                                                                                      | Ана Марія Попеску · Румунія (ROM)                                       | Катріна Лехіс · Естонія (EST)                                                   |
| Шпага, командна першість  | Естонія · Юлія Беляєва · Ірина Ембріх · Еріка Кірпу · Катріна Лехіс                                           | Південна Корея · Чхве Ін Джон · Кан Йон Мі · Лі Хе Ін · Сон Се Ра       | Італія · Росселла Ф'ямінго · Федеріка Ізола · Мара Наваррія · Альберта Сантуччо |
| Рапіра, особиста першість | Лі Кіфер · США (USA)                                                                                          | Інна Дериглазова · Олімпійський комітет Росії (ROC)                     | Лариса Коробейников · Олімпійський комітет Росії (ROC)                          |
| Рапіра, командна першість | Олімпійський комітет Росії · Інна Дериглазова · Аделіна Загідулліна · Лариса Коробейникова · Марта Мартьянова | Франція · Аніта Блаз · Астрід Гюяр · Полін Ранв'є · Ізаора Тібус        | Італія · Еріка Чіпресса · Аріанна Ерріго · Мартіна Батіні · Аліче Вольпі        |
| Шабля, особиста першість  | Софія Позднякова · Олімпійський комітет Росії (ROC)                                                           | Софія Велика · Олімпійський комітет Росії (ROC)                         | Манон Брюне · Франція (FRA)                                                     |
| Шабля, командна першість  | Олімпійський комітет Росії · Ольга Нікітіна · Софія Позднякова · Софія Велика                                 | Франція · Сара Бальцер · Сесілія Бердер · Манон Брюне · Шарлотта Лембах | Південна Корея · Чой Су Йон · Кім Джі Йон · Сео Джі Йон · Юн Джі Су             |

## Футбол
| Дисципліна | Золото | Срібло | Бронза |
| ---------- | --- | --- | --- |
| Чоловіки   | Бразилія Адербар дос Сантос Габріел Меніно Дієго Карлос Рікардо Дуглас Луїс Гільєрме Арана Паулінью Бруно Гімарайнс Матеус Кунья Рішарлісон Антоні Брено Дані Алвес Бруно Фукс Ніно Абнер Малком Матеус Енріке Рейньєр Жезус Карвальйо Клаудінью Габріел Мартінеллі Лукан | Іспанія Унаї Сімон Оскар Мінгеса Марк Кукурелья Пау Торрес Хесус Вальєхо Мартін Субіменді Марко Асенсіо Мікель Меріно Рафаель Мір Дані Себальос Мікель Оярсабаль Ерік Гарсія Альваро Фернандес Карлос Солер Хон Монкайола Педрі Хаві Пуадо Оскар Хіль Дані Ольмо Хуан Міранда Браян Хіль Іван Вільяр | Мексика Луїс Малагон Хорхе Санчес Сесар Монтес Хесус Ангуло Хоан Васкес Владимір Лоронья Луїс Ромо Карлос Родрігес Енрі Мартін Дієго Лаїнес Алексіс Вега Адріан Мора Гільєрмо Очоа Ерік Агірре Уріель Антуна Хосе Есківель Себастьян Кордова Едуардо Агірре Рікардо Ангуло Фернандо Бельтран Роберто Альварадо Себастьян Хурадо |
| Жінки      | Канада | Швеція | США |

## Хокей на траві
| Дисципліна | Золото           | Срібло          | Бронза                |
| ---------- | ---------------- | --------------- | --------------------- |
| Чоловіки   | Бельгія (BEL)    | Австралія (AUS) | Індія (IND)           |
| Жінки      | Нідерланди (NED) | Аргентина (ARG) | Велика Британія (GBR) |